# 天才てれびくんシリーズの娯楽教養企画
天才てれびくんシリーズの娯楽教養企画（てんさいてれびくんシリーズのごらくきょうようきかく）は、『天才てれびくんシリーズ』の番組内で放送中、あるいは過去に放送されていた娯楽教養企画について解説する。

## TTK特派員

### 概要
1995年度から2001年度まで活動したテレビ電話会員。名称の元ネタはNHK海外総支局の駐在記者「NHK特派員」。
| 名前       | よみ          | 年度 | 学年 | 性 | 生年月日       | 脚注     |
| ---------- | ------------- | ---- | ---- | -- | -------------- | -------- |
| 西尾舞生   | にしお まう   | 1995 | 小4  | 女 | 1986年03月03日 |          |
| 西真里奈   | にし まりな   | 1995 | 小2  | 女 | 1987年12月25日 | [ 注 1 ] |
| 原田百合果 | はらだ ゆりか | 2000 | 小6  | 女 | 1988年07月26日 | [ 注 2 ] |

### TV電話リレー
1995年度前期。全国各地に散らばるTV電話会員とスタジオでトーク。日常生活の報告で盛り上がる。

### TTK特派員報告
1995年度後期 - 2000年度。全国各地に配置されたテレビ電話特派員がテーマに沿った報告をてれび戦士たちとあらゆる視点からトーク。1996年度には海外に住む日本人のTTK特派員も登場。

### その他の参加コーナー
- テレメロス（1999年度）
- タイムバトル!GoGo特派員めぐり（2000年度）
- TTK特派員報告スペシャル（2000年9月6日）
- TTK情報室ふるさとファイル（2001年度）

## なりきりシンガーズ
1999年度、2000年度、2003年度に放送。
清水ミチコをコーナー司会に迎え、その年のヒット曲とその曲を歌う歌手になりきるポイントをてれび戦士たちに教えるコーナー。なりきるポイントは基本的に3つ。視聴者からなりきった映像を募集し、放送する事もあった。

### 1999年度
水曜日（1999年12月20日のみ月曜日）に放送。
| 放送日          | テーマ                                         | てれび戦士 | 脚注   |
| --------------- | ---------------------------------------------- | --- | ------ |
| 1999年 04月14日 | 宇多田ヒカル 「Automatic」                     | 石部里紗、ダーブロウ有紗 | [ 1 ]  |
| 04月21日        | Kiroro 「長い間」                              | 石部里紗、ダーブロウ有紗 | [ 2 ]  |
| 04月28日        | 米良美一 「もののけ姫」                        | 橋田紘緒、ジェームス・マーティン | [ 3 ]  |
| 05月12日        | JUDY AND MARY 「散歩道」                       | 中田あすみ、モニーク・ローズ | [ 4 ]  |
| 05月19日        | DA PUMP 「Rhapsody in Blue」                   | ウエンツ瑛士、山元竜一 | [ 5 ]  |
| 05月26日        | 山崎まさよし 「僕はここにいる」                | ウエンツ瑛士、福田亮太 | [ 6 ]  |
| 06月02日        | DREAMS COME TRUE 「なんて恋したんだろ」        | 石部里紗、佐久間信子 | [ 7 ]  |
| 06月16日        | SPEED 「Precious Time」                        | 大沢あかね、安齊舞 | [ 8 ]  |
| 06月23日        | 川本真琴 「ピカピカ」                          | 大沢あかね、石部里紗 | [ 9 ]  |
| 06月30日        | Hysteric Blue 「春〜spring〜」                 | ダーブロウ有紗、モニーク・ローズ | [ 10 ] |
| 07月07日        | おじゃる丸 「プリン賛歌」                      | 橋田紘緒、ダーブロウ有紗 | [ 11 ] |
| 09月15日        | 松任谷由実 「春よ、来い」                      | 福田亮太、佐久間信子 | [ 12 ] |
| 09月22日        | UA 「悲しみジョニー」                          | 石部里紗、モニーク・ローズ | [ 13 ] |
| 09月29日        | PUFFY 「夢のために」                           | 大沢あかね、安齊舞 | [ 14 ] |
| 10月13日        | PUFFY 「夢のために」                           | 大沢あかね、安齊舞 | [ 15 ] |
| 10月20日        | 浜崎あゆみ 「TO BE」                           | 徐桑安、佐久間信子 | [ 16 ] |
| 10月27日        | hiro 「AS TIME GOES BY」                       | ジャスミン・アレン、中田あすみ | [ 17 ] |
| 11月03日        | 郷ひろみ 「GOLDFINGER'99」                     | ウエンツ瑛士、伊藤俊輔 | [ 18 ] |
| 11月17日        | hitomi 「there is...」                         | 石部里紗、ダーブロウ有紗 | [ 19 ] |
| 11月24日        | ゆず 「友達の唄」                              | 橋田紘緒、福田亮太 | [ 20 ] |
| 12月01日        | 椎名林檎 「本能」                              | 大沢あかね、モニーク・ローズ | [ 21 ] |
| 12月08日        | MISIA 「BELIEVE」                              | ジャスミン・アレン、佐久間信子 | [ 22 ] |
| 12月20日        | モーニング娘。 「LOVEマシーン」                | - 中澤裕子 - 福田亮太 - 石黒彩 - 石部里紗 - 飯田圭織 - 中田あすみ - 安倍なつみ - 徐桑安 - 保田圭 - モニーク・ローズ - 矢口真里 - 安齊舞 - 市井紗耶香 - 大沢あかね - 後藤真希 - 佐久間信子 | [ 23 ] |
| 2000年 01月12日 | 松田聖子 「哀しみのボート」                    | 石部里紗、佐久間信子 | [ 24 ] |
| 01月19日        | センチメンタル・バス 「サイクリングビート330」 | 中田あすみ、安齊舞 | [ 25 ] |

### 2000年度
月曜日に放送（一部の回を除く）。
| 放送日          | テーマ                                  | てれび戦士                            | 脚注   |
| --------------- | --------------------------------------- | ------------------------------------- | ------ |
| 2000年 04月10日 | aiko 「桜の時」                         | 逵優希、中田あすみ                    | [ 26 ] |
| 04月17日        | サザンオールスターズ 「TSUNAMI」        | 橋田紘緒、熊木翔                      | [ 27 ] |
| 04月24日        | B'z 「今夜月の見える丘に」              | 福田亮太、熊木翔                      | [ 28 ] |
| 05月08日        | 小柳ゆき 「あなたのキスを数えましょう」 | 逵優希、佐久間信子                    | [ 29 ] |
| 05月15日        | 松たか子 「桜の雨、いつか」             | 俵有希子、村田ちひろ                  | [ 30 ] |
| 05月22日        | 大泉逸郎 「孫」                         | 石田比奈子、熊木翔                    | [ 31 ] |
| 05月29日        | なりきりクリニック                      | 中田あすみ、徐桑安                    | [ 32 ] |
| 06月12日        | LUNA SEA 「gravity」                    | 橋田紘緒、須田泰大                    | [ 33 ] |
| 06月19日        | 福山雅治 「桜坂」                       | 逵優希、福田亮太                      | [ 34 ] |
| 06月26日        | スピッツ 「ホタル」                     | 伊藤俊輔、山元竜一                    | [ 35 ] |
| 07月03日        | なりきりクリニック                      | ダーブロウ有紗、安齋舞                | [ 36 ] |
| 09月11日        | TUBE 「虹になりたい」                   | 福田亮太、山元竜一                    | [ 37 ] |
| 09月18日        | 19 「水・陸・そら、無限大」             | 橋田紘緒、モニーク・ローズ            | [ 38 ] |
| 09月25日        | Whiteberry 「夏祭り」                   | 安齋舞、村田ちひろ                    | [ 39 ] |
| 10月09日        | GLAY 「MERMAID」                        | 石田比奈子、安齋舞                    | [ 40 ] |
| 10月16日        | 花*花 「あ〜よかった」                  | 逵優希、中田あすみ                    | [ 41 ] |
| 10月23日        | Chara 「月と甘い涙」                    | ダーブロウ有紗、徐桑安                | [ 42 ] |
| 10月30日        | 蓮井朱夏 「ZOO 〜愛をください〜」       | 佐久間信子、俵有希子                  | [ 43 ] |
| 11月13日        | Mr.Children 「NOT FOUND」               | 橋田紘緒、逵優希                      | [ 44 ] |
| 11月20日        | なりきりクリニック                      | ダーブロウ有紗、熊木翔                | [ 45 ] |
| 11月27日        | 矢井田瞳 「my sweet darlin'」           | 石田比奈子、モニーク・ローズ          | [ 46 ] |
| 2001年 01月08日 | 鬼束ちひろ 「Cage」                     | 石田比奈子、俵有希子                  | [ 47 ] |
| 01月16日        | スペシャル                              | 福田亮太、逵優希 佐久間信子、山元竜一 | [ 48 ] |

### 2002年度
「天才てれびくん10周年スペシャル」で放送された特別企画。
| 放送日          | テーマ                    | てれび戦士                    | 脚注   |
| --------------- | ------------------------- | ----------------------------- | ------ |
| 2003年 01月28日 | 元ちとせ 「ワダツミの木」 | 中田あすみ 俵小百合、白木杏奈 | [ 49 ] |

### 2003年度
水曜日に放送（一部の回を除く）。
| 放送日          | テーマ                                        | てれび戦士 | 脚注   |
| --------------- | --------------------------------------------- | --- | ------ |
| 2003年 04月16日 | 中島みゆき 「地上の星」                       | 岩井七世、白木杏奈 | [ 50 ] |
| 04月23日        | 松浦亜弥 「♡桃色片想い♡」                     | 俵小百合、中村有沙 | [ 51 ] |
| 04月30日        | テツandトモ 「なんでだろう」                  | ブライアン・ウォルターズ、堀江幸生 | [ 52 ] |
| 05月14日        | 島谷ひとみ 「亜麻色の髪の乙女」               | 俵小百合、桜井結花 | [ 53 ] |
| 05月21日        | 平井堅 「大きな古時計」                       | 山元竜一、前田公輝 | [ 54 ] |
| 05月29日        | 夏川りみ 「涙そうそう」                       | 白木杏奈、ジョアン・ヤマザキ | [ 55 ] |
| 06月04日        | 氣志團 「One Night Carnival」                 | 井出卓也、堀江幸生 | [ 56 ] |
| 06月18日        | RUI 「月のしずく」                            | 堀口美咲、飯田里穂 | [ 57 ] |
| 06月25日        | 氷川きよし 「きよしのズンドコ節」             | マイケル・メンツァー、八木俊彦 | [ 58 ] |
| 07月02日        | BoA 「VALENTI」                               | 岩井七世、ジョアン・ヤマザキ | [ 59 ] |
| 07月09日        | 森山直太朗 「さくら（独唱）」                 | 山元竜一、ブライアンウォルターズ | [ 60 ] |
| 09月09日        | SMAP 「世界に一つだけの花」                   | - 中居正広 - 前田公輝 - 木村拓哉 - 山元竜一 - 稲垣吾郎 - ブライアン・ウォルターズ - 草彅剛 - マイケル・メンツァー - 香取慎吾 - ド・ランクザン望 | [ 61 ] |
| 09月17日        | 林明日香 「母」                               | 白木杏奈、桜井結花 | [ 62 ] |
| 09月24日        | 175R 「空に唄えば」                           | ブライアンウォルターズ、八木俊彦 | [ 63 ] |
| 10月08日        | なりきりビデオ紹介                            | 岩井七世、八木俊彦、ド・ランクザン望 | [ 64 ] |
| 10月15日        | HALCALI 「タンデム」                          | 村田ちひろ、近藤エマ | [ 65 ] |
| 10月22日        | CHEMISTRY 「アシタヘカエル」                  | 山元竜一、ブライアンウォルターズ | [ 66 ] |
| 10月29日        | SAYAKA 「Garden」                             | 堀口美咲、ジョアン・ヤマザキ | [ 67 ] |
| 11月12日        | w-inds. 「Love is message」                   | 井出卓也、前田公輝、張沢紫星 | [ 68 ] |
| 11月19日        | Every Little Thing 「ファンダメンタル・ラブ」 | 豕瀬志穂、川﨑樹音 | [ 69 ] |
| 11月26日        | KinKi Kids 「薄荷キャンディー」               | マイケルメンツァー、ド・ランクザン望 | [ 70 ] |
| 12月03日        | ZARD 「異邦人」                               | 飯田里穂、中村有沙 | [ 71 ] |

### 2009年度
「祝!ETV50 緊急調査 天てれヒストリー」で放送された特別企画。
| 放送日          | テーマ                                      | てれび戦士                                              | 脚注   |
| --------------- | ------------------------------------------- | ------------------------------------------------------- | ------ |
| 2009年 09月07日 | ポルノグラフィティ 「ミュージック・アワー」 | 長谷川あかり、脇菜々香、中村あやの 長江崚行、鈴木純一郎 | [ 72 ] |

## 天てれハウス
2001年夏、てれび戦士たちが長野県原村の「カナディアンファーム」内に完成させた秘密基地。2002年には忘年会開催のために再度訪れ、2003年には収穫祭「天てれDAY」に向けて、畑を開墾。天てれハウス自体は現在撤去されたが、2017年夏ごろまで現存していた。

### 2001年度
2001年9月放送。
2001年9月3日（月曜）放送
- 1日目
土地の開拓、材料集め
- 2日目
柱たて、布のドア、ぞうり作り、ツル探し
- 3日目
屋根の骨組み

2001年9月4日（火曜）放送
- 4日目
屋根ふき
- 5日目
壁づくり、窓ガラス作り

2001年9月5日（水曜）放送
- 6日目
テーブル&イス、かまど、ほし草のベッド、ドラムかん風呂
- 最終日
ハンモック、窓とりつけ、ブランコ、のれんのドア、看板
完成パーティー（オムレツ、ピッツァ、ヤキソバ）

### 2002年度
2002年12月3日（火曜）放送。「天てれ忘年会 in 天てれハウス」

### 天てれハウス2003
| 回 | タイトル  | 放送日         | 脚注   |
| -- | --------- | -------------- | ------ |
| 1  | 4月       | 2003年05月13日 | [ 77 ] |
| 2  | 5月       | 2003年06月17日 | [ 78 ] |
| 3  | 6月       | 2003年07月08日 | [ 79 ] |
| 4  | 7月       | 2003年09月10日 | [ 80 ] |
| 5  | 8月       | 2003年09月11日 | [ 81 ] |
| 6  | 9月       | 2003年10月21日 | [ 82 ] |
| 7  | 10月      | 2003年11月25日 | [ 83 ] |
| 8  | 天てれDAY | 2004年01月13日 | [ 84 ] |

## オトナの天てれ
『オトナの天てれ』は、2023年8月25日にNHK Eテレで放送されたテレビ番組。
『天才てれびくん』30周年特別企画。

### 放送日時
初回放送
- 2023年8月25日 金曜 19:25 - 19:55 [85]

再放送
- 2023年8月26日 土曜 09:30 - 10:00 [86]
- 2023年9月18日 月曜 17:30 - 18:00 [87]

### 出演
司会
- 木村昴

ナレーション
- 飯田里穂

スタジオゲスト
- 前田公輝
- 中田あすみ
- ソーズビー・キャメロン
- 蛙亭 イワクラ
- マカロニえんぴつ はっとり

てれび戦士の今
- 長谷川あかり
- 平田真優香
- 栗山祐哉

### 番組内容
- 今だから話せる 思い出&舞台裏トーク
- 歌・ダンス・バンドに挑戦! みんなの思い出MTK
- てれび戦士 誰もが受ける? 天てれ名物“ムチャぶり”
- てれび戦士の今 天てれから受け取ったものは?
- 天てれの日々をふり返って それぞれが得たものは?

### スタッフ
- 技術 - 櫻木耕作
- 映像技術 - 野村聖史
- 音声 - 渡邊賢
- 音響効果 - 磯田正文
- 映像デザイン - 佐藤小春
- ディレクター - 嘉納一貴、谷真寿雄
- 演出 - 大塚栄貴
- プロデューサー - 冨田百合子
- 制作統括 - 萩島昌平

### 関連企画
- 天才てれびくん1000回記念
- 天才てれびくん10周年スペシャル
- 祝!ETV50 緊急調査 天てれヒストリー
- 新春特別企画!天てれヒストリーMAX編
- 祝20周年 バンザイ!天才てれびくん
- 天てれ30thパーティー

## 2023年度 主要企画
| 年度別 | 2022 - 2023 - 2024 |

| コーナー               | 曜日   | 備考           |
| ---------------------- | ------ | -------------- |
| ジオ物語               | 月     | 世界観ドラマ   |
| ジオワールドバラエティ | 火水   |                |
| 天てれ30thパーティー   | 火     |                |
| エナジー道場           | 月火水 | リモコンゲーム |
| 木曜LIVE               | 木     | 生放送         |

| 2023年                     | 内容                                                  | 注釈      | 出典     |
| -------------------------- | ----------------------------------------------------- | --------- | -------- |
| 04月03日 月曜              | ジオ物語 第1話拡大版                                  |           | [ * 1 ]  |
| 04月04日 火曜              | てれび戦士マジバトル（前編）                          | [ 注 3 ]  | [ * 2 ]  |
| 04月05日 水曜              | てれび戦士マジバトル（後編）                          | [ 注 4 ]  | [ * 3 ]  |
| 04月10日 月曜              | 天てれ部活DO! トリックショット部 第1回                |           | [ * 4 ]  |
| 04月11日 火曜              | おたすけ戦隊テレセンジャー すみだ水族館 前編          |           | [ * 5 ]  |
| 04月12日 水曜              | 指プルタイムトライアルセカンドシーズン                | [ 注 5 ]  | [ * 6 ]  |
| 04月17日 月曜              | 天てれ部活DO! トリックショット部 第2回                |           | [ * 7 ]  |
| 04月18日 火曜              | おたすけ戦隊テレセンジャー すみだ水族館 後編          |           | [ * 8 ]  |
| 04月19日 水曜              | ワールドゲームセンター                                | [ 注 6 ]  | [ * 9 ]  |
| 04月24日 月曜              | 天てれ部活DO! トリックショット部 第3回                |           | [ * 10 ] |
| 04月25日 火曜              | 発掘!まちキング 東京 戸越銀座商店街                   |           | [ * 11 ] |
| 04月26日 水曜              | ビシッと決めろ決断ロード!                             | [ 注 7 ]  | [ * 12 ] |
| 05月08日 月曜              | わくわく島留学 薩摩硫黄島 第1回                       |           | [ * 13 ] |
| 05月09日 火曜              | おたすけ戦隊テレセンジャー ダンボール工作 前編        |           | [ * 14 ] |
| 05月10日 水曜              | いきものスゴロク（前編）                              | [ 注 8 ]  | [ * 15 ] |
| 05月15日 月曜              | わくわく島留学 薩摩硫黄島 第2回                       |           | [ * 16 ] |
| 05月16日 火曜              | おたすけ戦隊テレセンジャー ダンボール工作 後編        |           | [ * 17 ] |
| 05月17日 水曜              | いきものスゴロク（後編）                              | [ 注 9 ]  | [ * 18 ] |
| 05月29日 月曜              | わくわく島留学 薩摩硫黄島 第3回                       |           | [ * 19 ] |
| 05月30日 火曜              | 天てれ×Jリーグ30周年コラボスペシャル                  |           | [ * 20 ] |
| 05月31日 水曜              | 指プル2                                               | [ 注 10 ] | [ * 21 ] |
| 06月05日 月曜              | わくわく島留学 薩摩硫黄島 最終回                      |           | [ * 22 ] |
| 06月06日 火曜              | ネガ→ポジ大作戦 トマト 前編                           |           | [ * 23 ] |
| 06月07日 水曜              | オリジナルカードバトル スージー!                      | [ 注 11 ] | [ * 24 ] |
| 06月19日 月曜              | てれジャーハンター 化石 前編                          |           | [ * 25 ] |
| 06月20日 火曜              | ネガ→ポジ大作戦 トマト 後編                           |           | [ * 26 ] |
| 06月21日 水曜              | ビシッと決めろ決断ロード!                             | [ 注 12 ] | [ * 27 ] |
| 06月26日 月曜              | てれジャーハンター 化石 後編                          |           | [ * 28 ] |
| 06月27日 火曜              | 天てれ通信 鹿児島・島根・福岡・宮城                   |           | [ * 29 ] |
| 06月28日 水曜              | AIとあそノロジー!                                     | [ 注 13 ] | [ * 30 ] |
| 07月10日 月曜              | おたすけ戦隊テレセンジャー 長岡まつり大花火大会 前編  |           | [ * 31 ] |
| 07月11日 火曜              | 紙フトタッチダウン                                    |           | [ * 32 ] |
| 07月12日 水曜              | ワードビルダー!                                       | [ 注 14 ] | [ * 33 ] |
| 07月17日 月曜              | おたすけ戦隊テレセンジャー 長岡まつり大花火大会 後編  |           | [ * 34 ] |
| 07月18日 火曜              | 紙フトタッチダウン                                    |           | [ * 35 ] |
| 07月19日 水曜              | 指プル2                                               | [ 注 15 ] | [ * 36 ] |
| 07月29日 土曜 014:00-14:30 | 天才てれびくんスペシャル わくわく島留学〜薩摩硫黄島〜 |           | [ * 37 ] |
| 08月25日 金曜 019:25-19:55 | オトナの天てれ                                        |           |          |
| 09月04日 月曜              | 出張!指プル攻略大作戦                                 | [ 注 16 ] | [ * 38 ] |
| 09月05日 火曜              | てれジャーハンター 天然マダイ                         |           | [ * 39 ] |
| 09月05日 火曜              | 天てれ通信 富山・福島                                 |           | [ * 39 ] |
| 09月06日 水曜              | 指プル2                                               | [ 注 17 ] | [ * 40 ] |
| 09月11日 月曜              | 出張!指プル攻略大作戦                                 | [ 注 18 ] | [ * 41 ] |
| 09月12日 火曜              | 発掘!まちキング 愛媛 宇和島で真珠ツアー               |           | [ * 42 ] |
| 09月13日 水曜              | チーム対抗 てれび戦士プレゼンバトル                   | [ 注 19 ] | [ * 43 ] |
| 09月25日 月曜              | わくわく島留学 三重・答志島 第1回                     |           | [ * 44 ] |
| 09月26日 火曜              | 天てれ部活DO! アユ友釣り部 前編                       |           | [ * 45 ] |
| 09月27日 水曜              | 早口ことば道!                                         | [ 注 20 ] | [ * 46 ] |
| 10月02日 月曜              | わくわく島留学 三重・答志島 第2回                     |           | [ * 47 ] |
| 10月03日 火曜              | 天てれ部活DO! アユ友釣り部 後編                       |           | [ * 48 ] |
| 10月03日 火曜              | Be The World sustainable ver. リニューアルスペシャル  |           | [ * 48 ] |
| 10月04日 水曜              | オリジナルカードバトル スージー!                      | [ 注 21 ] | [ * 49 ] |
| 10月16日 月曜              | わくわく島留学 三重・答志島 第3回                     |           | [ * 50 ] |
| 10月17日 火曜              | 紙フトタッチダウン                                    |           | [ * 51 ] |
| 10月18日 水曜              | テッショウ・メイの特別企画 in 沖縄（前編）            | [ 注 22 ] | [ * 52 ] |
| 10月23日 月曜              | わくわく島留学 三重・答志島 第4回                     |           | [ * 53 ] |
| 10月24日 火曜              | 紙フトタッチダウン                                    |           | [ * 54 ] |
| 10月25日 水曜              | テッショウ・メイの特別企画 in 沖縄（後編）            | [ 注 23 ] | [ * 55 ] |
| 10月30日 月曜              | 天てれ運動会                                          |           | [ * 56 ] |
| 10月31日 火曜              | 盲学校の中学生の夢 てれび戦士と演奏会がしたい         | [ 注 24 ] | [ * 57 ] |
| 11月01日 水曜              | ウクライナから来た少年の夢 魚つり大作戦SP             | [ 注 25 ] | [ * 58 ] |
| 11月02日 木曜              | 梅田サイファーとラップに挑戦SP!                       | [ 注 26 ] | [ * 59 ] |
| 11月13日 月曜              | 天てれ通信 愛知・愛媛・北海道釧路                     |           | [ * 60 ] |
| 11月14日 火曜              | 発掘!まちキング 長野・飯田で焼き肉ツアー              |           | [ * 61 ] |
| 11月15日 水曜              | カラダウト                                            | [ 注 27 ] | [ * 62 ] |
| 11月20日 月曜              | 指プル・ジオワールドカップ 東日本予選                 |           | [ * 63 ] |
| 11月21日 火曜              | 指プル・ジオワールドカップ 西日本予選                 |           | [ * 64 ] |
| 11月22日 水曜              | 指プル2                                               | [ 注 28 ] | [ * 65 ] |
| 11月25日 土曜 016:15-17:00 | スゴEフェス×天才てれびくん 指プル・ジオワールドカップ |           | [ * 66 ] |
| 12月04日 月曜              | サウンドランナー 第1回                                |           | [ * 67 ] |
| 12月05日 火曜              | おたすけ戦隊テレセンジャー 高知・皿鉢料理             |           | [ * 68 ] |
| 12月06日 水曜              | 日本全国!つないでジモQ! 北海道                        |           | [ * 69 ] |
| 12月11日 月曜              | ブギウギ企画 Let's Dance!                             | [ 注 29 ] | [ * 70 ] |
| 12月12日 火曜              | 茶の間戦士の夢をかなえる ユメカナ応援団 逆上がり      | [ 注 30 ] | [ * 71 ] |
| 12月13日 水曜              | 早口ことば道!                                         | [ 注 31 ] | [ * 72 ] |
| 12月18日 月曜              | 発掘!まちキング 香川県東かがわで3大名物さがし!        |           | [ * 73 ] |
| 12月19日 火曜              | マカロニえんぴつコラボSP 1万人と「ネクタリン」        |           | [ * 74 ] |
| 12月20日 水曜              | ワードビルダー!                                       | [ 注 32 ] | [ * 75 ] |
| 2024年                     | 内容                                                  | 注釈      | 出典     |
| 01月15日 月曜              | いただきます!世界の晩ごはん ミャンマー編              |           | [ * 76 ] |
| 01月16日 火曜              | てれジャーハンター なべこわし                         |           | [ * 77 ] |
| 01月17日 水曜              | ビシッと決めろ!決断ロード                             | [ 注 33 ] | [ * 78 ] |
| 01月22日 月曜              | いただきます!世界の晩ごはん ブラジル編                |           | [ * 79 ] |
| 01月23日 火曜              | サウンドランナー 第2回                                |           | [ * 80 ] |
| 01月24日 水曜              | 早口ことば道!                                         | [ 注 34 ] | [ * 81 ] |
| 01月25日 木曜              | 指プル2 全国大会 ジオワールドカップ                   |           | [ * 82 ] |
| 01月29日 月曜              | いただきます!世界の晩ごはん トルコ編                  |           | [ * 83 ] |
| 01月30日 火曜              | 紙フトタッチダウン                                    |           | [ * 84 ] |
| 01月31日 水曜              | 天てれ世界の遊びをやってみよう                        | [ 注 35 ] | [ * 85 ] |
| 02月05日 月曜              | いただきます!世界の晩ごはん 韓国編                    |           | [ * 86 ] |
| 02月06日 火曜              | 紙フトタッチダウン                                    |           | [ * 87 ] |
| 02月07日 水曜              | ビシッと決めろ!決断ロード                             | [ 注 36 ] | [ * 88 ] |
| 02月19日 月曜              | 体験ことばずかん スケートボード 前編                  |           | [ * 89 ] |
| 02月20日 火曜              | 発掘!まちキング ソースのまち・神戸のスゴイ人          |           | [ * 90 ] |
| 02月21日 水曜              | ワードビルダー                                        | [ 注 37 ] | [ * 91 ] |
| 02月26日 月曜              | 体験ことばずかん スケートボード 後編                  |           | [ * 92 ] |
| 02月27日 火曜              | 天てれ30thパーティー 最終回スペシャル                 |           | [ * 93 ] |
| 02月27日 火曜              | 天てれ通信 北海道室蘭                                 |           | [ * 93 ] |
| 02月28日 水曜              | 指プル2                                               | [ 注 38 ] | [ * 94 ] |
| 03月04日 月曜              | ジオ物語 第30話拡大版                                 |           | [ * 95 ] |
| 03月05日 火曜              | 天てれジオデミー賞（前編）                            | [ 注 39 ] | [ * 96 ] |
| 03月06日 水曜              | 天てれジオデミー賞（後編）                            | [ 注 39 ] | [ * 97 ] |
| 03月06日 水曜              | 天才てれびくん期末テスト                              | [ 注 40 ] | [ * 97 ] |
| 03月11日 月曜              | 天てれ通信 京都                                       |           | [ * 98 ] |
| 03月28日 木曜              | さらにパワーアップ!4月からの天才てれびくん            |           | [ * 99 ] |

## ジオワールドバラエティ
| 年度別 | 2022 - 2023 - 2024 |

2023年度の火曜日と水曜日に放送。てれび戦士がCGバーチャルスタジオで行うバラエティコーナー。
前半パートは番組冒頭（アバンタイトル）に2分30秒間、後半パートはエンディングテーマの直前に2分間放送。
「おやなみ相談室」を除き、ティモンディが司会を担当。
| 2023年   | 内容                                                                           | 注釈      | 出典             |
| -------- | ------------------------------------------------------------------------------ | --------- | ---------------- |
| 04月11日 | ティモンディへの質問コーナー新てれび戦士が特技を発表 小久保向一朗              | [ 注 41 ] | [ * 5 ]          |
| 04月12日 | 新てれび戦士が特技を発表 新井琉月新てれび戦士が特技を発表 シェパード龍アーサー | [ 注 42 ] | [ * 6 ]          |
| 04月18日 | 新てれび戦士が特技を発表 渡辺大馳新てれび戦士が特技を発表 金児莉良             | [ 注 43 ] | [ * 8 ]          |
| 04月19日 | 新てれび戦士が特技を発表 ポン璃菜アメリー新てれび戦士が特技を発表 今野斗葵     | [ 注 44 ] | [ * 9 ]          |
| 04月25日 | 新てれび戦士が特技を発表 池村咲良新てれび戦士が特技を発表 江口慶               | [ 注 45 ] | [ * 11 ]         |
| 04月26日 | 新てれび戦士が特技を発表 廣末裕理新てれび戦士が特技を発表 大野冴姫             | [ 注 46 ] | [ * 12 ]         |
| 05月09日 | 世界の遊びにチャレンジ! フィリピン ブワン・ブワン（月よ、月）                  | [ 注 47 ] | [ * 14 ] [ 286 ] |
| 05月10日 | 世界の遊びにチャレンジ! タイ イーカーポックポンカイ（たまごをまもるカラス）    | 第1回     | [ * 15 ] [ 287 ] |
| 05月16日 | 世界の遊びにチャレンジ! イギリス ボートマン（船頭さん）                        | [ 注 49 ] | [ * 17 ] [ 288 ] |
| 05月17日 | 世界の遊びにチャレンジ! エチオピア トゥムタム（ぐるぐる）                      | 第1回     | [ * 18 ] [ 289 ] |
| 05月30日 | 世界の遊びにチャレンジ! アフガニスタン パイラダル（塔の上のかんし兵）          | [ 注 51 ] | [ * 20 ] [ 290 ] |
| 05月31日 | 世界の遊びにチャレンジ! イギリス サイモン セズ（サイモンさんが言いました）     | [ 注 52 ] | [ * 21 ] [ 291 ] |
| 06月06日 | 世界の遊びにチャレンジ! ネパール ネタチンネ（リーダーを探せ）                  | [ 注 53 ] | [ * 23 ] [ 292 ] |
| 06月07日 | 世界の遊びにチャレンジ! カナダ ダックダックグース（あひるあひるがちょう）      | [ 注 54 ] | [ * 24 ] [ 293 ] |
| 06月20日 | 世界の遊びにチャレンジ! タイ イーカーポックポンカイ（たまごをまもるカラス）    | 第2回     | [ * 26 ] [ 287 ] |
| 06月21日 | 世界の遊びにチャレンジ! エチオピア トゥムタム（ぐるぐる）                      | 第2回     | [ * 27 ] [ 289 ] |
| 06月27日 | 世界の遊びにチャレンジ! インド ムルゴーン キ ララーイー（おんどりの戦い）      | [ 注 57 ] | [ * 29 ] [ 294 ] |
| 06月28日 | 世界の遊びにチャレンジ! ミャンマー チャウトン フエッタン（石かくし）           | [ 注 58 ] | [ * 30 ] [ 295 ] |
| 07月11日 | 天てれ遊び! 瞬間移動ゲーム                                                     | [ 注 59 ] | [ * 32 ]         |
| 07月12日 | 天てれ遊び! ペーパータワー                                                     | [ 注 59 ] | [ * 33 ]         |
| 07月18日 | 天てれ遊び! さわってお絵かきリレー                                             | [ 注 60 ] | [ * 35 ]         |
| 07月19日 | 天てれ遊び! 絵かき歌クイズ                                                     | [ 注 61 ] | [ * 36 ]         |
| 09月05日 | もっと知りたい!てれび戦士クイズ・リラ                                          | [ 注 62 ] | [ * 39 ]         |
| 09月05日 | ポタのおやなみ相談室・リラ                                                     |           | [ * 39 ]         |
| 09月06日 | もっと知りたい!てれび戦士クイズ・ケイ                                          | [ 注 63 ] | [ * 40 ]         |
| 09月06日 | ソヨのおやなみ相談室・ケイ                                                     |           | [ * 40 ]         |
| 09月12日 | もっと知りたい!てれび戦士クイズ・サキ                                          | [ 注 64 ] | [ * 42 ]         |
| 09月12日 | ポタのおやなみ相談室・サキ                                                     |           | [ * 42 ]         |
| 09月13日 | もっと知りたい!てれび戦士クイズ・キョウイチロウ                                | [ 注 65 ] | [ * 43 ]         |
| 09月13日 | ソヨのおやなみ相談室・キョウイチロウ                                           |           | [ * 43 ]         |
| 09月26日 | てれび戦士持ちこみ企画オーディション!                                          | [ 注 66 ] | [ * 45 ]         |
| 09月27日 | キョウイチロウ提案 カードめくり競争                                            | [ 注 67 ] | [ * 46 ]         |
| 10月03日 | リラ持ちこみ企画 ぼうし取りゲーム!                                             | [ 注 68 ] | [ * 48 ]         |
| 10月04日 | ポンちゃん提案 ちがうのだーれだ?                                               | [ 注 69 ] | [ * 49 ]         |
| 10月17日 | もっと知りたい!てれび戦士クイズ・サクラ                                        | [ 注 70 ] | [ * 51 ]         |
| 10月17日 | モクのおやなみ相談室・サクラ                                                   |           | [ * 51 ]         |
| 10月18日 | もっと知りたい!てれび戦士クイズ・ダイチ                                        | [ 注 71 ] | [ * 52 ]         |
| 10月18日 | メラメラのおやなみ相談室・ダイチ                                               |           | [ * 52 ]         |
| 10月24日 | もっと知りたい!てれび戦士クイズ・ポン                                          | [ 注 72 ] | [ * 54 ]         |
| 10月24日 | モクのおやなみ相談室・ポン                                                     |           | [ * 54 ]         |
| 10月25日 | もっと知りたい!てれび戦士クイズ・ルナ                                          | [ 注 73 ] | [ * 55 ]         |
| 10月25日 | メラメラのおやなみ相談室・ルナ                                                 |           | [ * 55 ]         |
| 11月14日 | てれび戦士持ちこみ企画オーディション第2だん!                                   | [ 注 74 ] | [ * 61 ]         |
| 11月15日 | リラ提案 プラス変かんゲーム                                                    | [ 注 75 ] | [ * 62 ]         |
| 11月21日 | サクラ提案 ぞうきんレース                                                      | [ 注 76 ] | [ * 64 ]         |
| 11月22日 | ケイ提案 なんだろうワードゲーム                                                | [ 注 77 ] | [ * 65 ]         |
| 12月05日 | ジオ前田ともっと仲よくなろう!                                                  | [ 注 78 ] | [ * 68 ]         |
| 12月06日 | もっと知りたい!ジオ前田クイズ                                                  | [ 注 79 ] | [ * 69 ]         |
| 12月06日 | てれび戦士のおやなみ相談室・ジオ前田                                           |           | [ * 69 ]         |
| 12月12日 | ジオ高岸ともっと仲よくなろう!                                                  | [ 注 80 ] | [ * 71 ]         |
| 12月13日 | もっと知りたい!ジオ高岸クイズ                                                  | [ 注 81 ] | [ * 72 ]         |
| 12月13日 | てれび戦士のおやなみ相談室・ジオ高岸                                           |           | [ * 72 ]         |
| 12月19日 | キョウイチロウ提案 みんなでそろえようゲーム                                    | [ 注 82 ] | [ * 74 ]         |
| 12月20日 | ユウリ提案 ビリビリレース                                                      | [ 注 83 ] | [ * 75 ]         |
| 2024年   | 内容                                                                           | 注釈      | 出典             |
| 01月16日 | ダイチ提案 ものまねリレー                                                      | [ 注 84 ] | [ * 77 ]         |
| 01月17日 | リラ提案 声当てゲーム                                                          | [ 注 85 ] | [ * 78 ]         |
| 01月23日 | サキ提案 9マスおにごっこ                                                       | [ 注 86 ] | [ * 80 ]         |
| 01月24日 | サクラ提案 オオカミだーれだ!                                                   | [ 注 87 ] | [ * 81 ]         |
| 01月30日 | ユウリ提案 しっぽ取りゲーム                                                    | [ 注 88 ] | [ * 84 ]         |
| 01月31日 | トア提案 まぜまぜ生きもの                                                      | [ 注 89 ] | [ * 85 ]         |
| 02月06日 | キョウイチロウ提案 板玉入れ                                                    | [ 注 90 ] | [ * 87 ]         |
| 02月07日 | サキ提案 紙折りジャンケン                                                      | [ 注 91 ] | [ * 88 ]         |
| 02月20日 | サキ提案 紙コップ投げ競争                                                      | [ 注 92 ] | [ * 90 ]         |
| 02月21日 | メイ提案 つみきリレー                                                          | [ 注 93 ] | [ * 91 ]         |
| 02月27日 | ユウリ提案 きずなつなぎフラフープ                                              | [ 注 94 ] | [ * 93 ]         |
| 02月28日 | ダイチ提案 あたま・かた・ひざつなぎ                                            | [ 注 95 ] | [ * 94 ]         |

## 天てれ30thパーティー
天てれ30thパーティーは「天才てれびくん30周年」を記念したコーナー。2023年度の火曜日に放送。通常回の放送尺は5分25秒。
- 時をこえるスーパーDJ：DJ KOO
- ナレーション：大野恵里佳
- 出典：[296]

| 2023年   | 内容 | 注釈       | 出典     |
| -------- | --- | ---------- | -------- |
| 04月11日 | 30thパーティー今後の予定 - 生田斗真が当時を語る! - Jリーグvs.天てれ30周年対決が決定!                                  | [ 注 96 ]  | [ * 5 ]  |
| 04月18日 | 先輩てれび戦士・生田斗真 思い出を語る!                                                                                | [ 注 97 ]  | [ * 8 ]  |
| 04月25日 | 天てれMAXのMC・TIM 思い出を語る!                                                                                      | [ 注 98 ]  | [ * 11 ] |
| 05月09日 | Jリーグ×天てれ30周年同い年コラボ - Jリーグチェアマン 野々村芳和 コメント - 筧礼と渡辺大馳が小野伸二選手にインタビュー | [ 注 99 ]  | [ * 14 ] |
| 05月16日 | 天てれなつかしゲーム 早口インザハウスに挑戦                                                                           | [ 注 100 ] | [ * 17 ] |
| 05月30日 | 天てれ×Jリーグ30周年コラボスペシャル                                                                                  |            | [ * 20 ] |
| 06月06日 | 先輩てれび戦士・岡田結実 天てれで学んだことは? - 当時のMC出川哲朗が思い出を語る!                                      | [ 注 101 ] | [ * 23 ] |
| 06月20日 | 1分間くつ下チャレンジ 岡田結実の11足をこえられる?                                                                     | [ 注 101 ] | [ * 26 ] |
| 06月27日 | 歴代テーマソングのDJ MIX てれび戦士がパフォーマンス                                                                   | [ 注 102 ] | [ * 29 ] |
| 07月11日 | 大!天才てれびくんMC出川哲朗にポンとトアがインタビュー!                                                                | [ 注 103 ] | [ * 32 ] |
| 07月18日 | 先輩てれび戦士・生田斗真 伝説のバンドの映像を公開!                                                                    | [ 注 103 ] | [ * 35 ] |
| 09月12日 | ウエンツ瑛士先輩に質問! 天てれ5年間の思い出                                                                           | [ 注 104 ] | [ * 42 ] |
| 09月26日 | ウエンツ瑛士&大沢あかね MTKの思い出を語る                                                                             | [ 注 104 ] | [ * 45 ] |
| 10月17日 | お便りしょうかいスペシャル                                                                                            | [ 注 105 ] | [ * 51 ] |
| 10月24日 | 小関裕太に質問! なつかしの映像もたくさん公開                                                                          | [ 注 106 ] | [ * 54 ] |
| 11月14日 | 小関裕太先輩と「うまとびパス7」当時の記録をこえられるか?                                                              | [ 注 106 ] | [ * 61 ] |
| 11月21日 | リクエストにおこたえして 人気MTKでパフォーマンス!                                                                     | [ 注 107 ] | [ * 64 ] |
| 12月05日 | ことし50周年をむかえた ガチャピン・ムックに質問!                                                                      | [ 注 108 ] | [ * 68 ] |
| 12月12日 | ガチャピン・ムックと紙フト対決!                                                                                       | [ 注 108 ] | [ * 71 ] |
| 2024年   | 内容 | 注釈       | 出典     |
| 01月16日 | てれび戦士から人気アイドルに 鎮西寿々歌先輩にインタビュー                                                             | [ 注 109 ] | [ * 77 ] |
| 01月23日 | 鎮西寿々歌先輩がプロデュース!生誕祭イベントに密着!                                                                    | [ 注 110 ] | [ * 80 ] |
| 01月30日 | リクエストの多い人気MTKで てれび戦士が歌っておどる!                                                                   | [ 注 111 ] | [ * 84 ] |
| 02月06日 | ミュージカルで活やく中 長江崚行先輩にインタビュー                                                                     | [ 注 112 ] | [ * 87 ] |
| 02月20日 | ミュージカル俳優 長江崚行先輩と プロの練習法 シアターゲームに挑戦!                                                    | [ 注 112 ] | [ * 90 ] |
| 02月27日 | 大!天才てれびくん 出川哲朗と MCとてれび戦士のきずな対決                                                               | [ 注 113 ] | [ * 93 ] |
| 02月27日 | TRF&てれび戦士 30周年夢のコラボ                                                                                       | [ 注 114 ] | [ * 93 ] |

## ジオビーの部屋
2023年度。ティモンディがてれび戦士と個人面談。
| 放送日         | てれび戦士           | 問答                                                                                  | 脚注      |
| -------------- | -------------------- | ------------------------------------------------------------------------------------- | --------- |
| 2023年 4月04日 | 池村咲良             | どういうときにテンション上がるの? 好きな食べ物ベスト3 もずく 冷麺 さといも            | [ * 2 ]   |
| 2023年 4月04日 | 小久保向一朗         | しゅみとかあったりする? アクロバットが好き                                            | [ * 2 ]   |
| 2023年 4月05日 | 大野冴姫             | がんばってることが最近あるんでしょ? 語い力を増やせるように                            | [ * 3 ]   |
| 2023年 4月05日 | 金児莉良             | なやみがあるんでしょう? パスタが鼻から出ちゃうときがあるんですよ                      | [ * 3 ]   |
| 2023年 7月25日 | 丸山煌翔             | 伝えたいことがあるって聞いたんだけど ティモンディさんがいちばん好きなんです芸人さんで | [ * 100 ] |
| 2023年 7月26日 | 新井琉月             | なやみとかがあるんですか? スベっちゃうことが多すぎてこわくなってきちゃう              | [ * 101 ] |
| 2023年 7月26日 | 稲毛眞生             | マウナは最年長てれび戦士だね みんなからあこがれられるかっこいい先輩になりたい         | [ * 101 ] |
| 2023年 7月27日 | 江口慶               | 好きなものあったりする? もちろんネコです                                              | [ * 102 ] |
| 2023年 7月27日 | 筧礼                 | 高岸に聞きたいことがある? プライベートではどういうキャラなのかと                      | [ * 102 ] |
| 2023年 8月07日 | ポン璃菜アメリー     | 高岸に聞きたいことがあるんでしょ? どうしたら背がのびますかね?                         | [ * 103 ] |
| 2023年 8月07日 | 盛武美音             | 学校でどうやって過ごしているの? お題をもらって私とお友達が踊る                        | [ * 103 ] |
| 2023年 8月08日 | 香月萌衣             | 最近ハマっているものがあるみたいだけど? 俳句にハマっていて                            | [ * 104 ] |
| 2023年 8月08日 | 渡辺大馳             | なやみがあるんでしょう? なみだもろすぎて困っているですけど                            | [ * 104 ] |
| 2023年 8月09日 | シェパード龍アーサー | 大好きなものがあるんでしょう? 水木しげるのファンでおすすめの妖怪を紹介します          | [ * 105 ] |
| 2023年 8月09日 | 松尾そのま           | 始球式やったんでしょ? でもソノマ野球のルール知らないんですよ                          | [ * 105 ] |
| 2023年 8月16日 | 廣末裕理             | 自慢したいことがある? バッティングセンターで 時速90kmのボールを打ったことがある       | [ * 106 ] |
| 2023年 8月16日 | 今野斗葵             | 得意なこととかあるの? 将来アニメーターになりたいので ぼくらの顔とかかける?            | [ * 106 ] |

## おやなみ相談室
2023年度。火曜日と水曜日のCGスタジオバラエティコーナーの後半パートで放送。
1. 2023年09月05日 [* 39]
  - ポタのおやなみ相談室
  - 相談者：リラ / 金児莉良
  - なやみ：自信をもって言える特技がない
  - 提案：まずは好きなことを続けてみたら?
2. 2023年09月06日 [* 40]
  - ソヨのおやなみ相談室
  - 相談者：ケイ / 江口慶
  - なやみ：片付けができない…
  - 提案：なんでも入れる箱をつくってみたら?
3. 2023年09月12日 [* 42]
  - ポタのおやなみ相談室
  - 相談者：サキ / 大野冴姫
  - なやみ：優柔不断で決めるのに時間がかかる
  - 提案：優先順位を決めて選ばなかったほうは また今度と思おう
4. 2023年09月13日 [* 43]
  - ソヨのおやなみ相談室
  - 相談者：キョウイチロウ / 小久保向一朗
  - なやみ：しゅみに熱中すると宿題が手につかない
  - 提案：宿題を終わらせたごほうびに しゅみをやってみたら?
5. 2023年10月17日 [* 51]
  - モクのおやなみ相談室
  - 相談者：サクラ / 池村咲良
  - なやみ：楽しいことのあと さびしくなる…
  - 提案：本を読んでみては? 知識が増えれば不安を解決するヒントがみつかるかも!
6. 2023年10月18日 [* 52]
  - メラメラのおやなみ相談室
  - 相談者：ダイチ / 渡辺大馳
  - なやみ：中学生になる前に泣き虫を卒業したい
  - 提案：成長のペースはひとそれぞれ あわてないで!
7. 2023年10月24日 [* 54]
  - モクのおやなみ相談室
  - 相談者：ポン / ポン璃菜アメリー
  - なやみ：マイペース過ぎてしまう
  - 提案：マイペースだと言ってくれた相手にありがとうの気持ちを伝えてみては?
8. 2023年10月25日 [* 55]
  - メラメラのおやなみ相談室
  - 相談者：ルナ / 新井琉月
  - なやみ：言いにくいことを伝える方法を知りたい
  - 提案：自分も同じ立場になって伝えてみれば?
9. 2023年12月06日 [* 69]
  - てれび戦士のおやなみ相談室
  - てれび戦士：小久保向一朗、盛武美音
  - 相談者：ジオ前田 / 前田裕太
  - なやみ：どう思われるかを気にしすぎて人づきあいが苦手
  - 提案：おこってきた相手をさけなければ仲よくなれるかも
10. 2023年12月13日 [* 72]
  - てれび戦士のおやなみ相談室
  - てれび戦士：松尾そのま、渡辺大馳
  - 相談者：ジオ高岸 / 高岸宏行
  - なやみ：なやみがないことがなやみ
  - 提案：がんばりすぎず 自分たちにたよってくれてもいいよ!

## 2024年度 主要企画
| 年度別 | 2023 - 2024 - 2025 |

| コーナー       | 曜日   | 備考           |
| -------------- | ------ | -------------- |
| ジオ物語       | 月     | 世界観ドラマ   |
| ジオゲークラブ | 火水   |                |
| 喫茶チャノマ   | 火     |                |
| エナジー道場   | 月火水 | リモコンゲーム |
| 木曜LIVE       | 木     | 生放送         |

| 2024年                     | 内容                                                  | 注釈       | 出典      |
| -------------------------- | ----------------------------------------------------- | ---------- | --------- |
| 04月01日 月曜              | ジオ物語 第1話拡大版                                  |            | [ * 107 ] |
| 04月02日 火曜              | 新てれび戦士を紹介! 一致団結!絆チャレンジゲーム!      | [ 注 115 ] | [ * 108 ] |
| 04月03日 水曜              | 指プル2                                               | [ 注 116 ] | [ * 109 ] |
| 04月08日 月曜              | いただきます!世界の晩ごはん インド編                  |            | [ * 110 ] |
| 04月09日 火曜              | おたすけ戦隊テレセンジャー オリジナル天気予報         |            | [ * 111 ] |
| 04月10日 水曜              | 天てれほめラップバトル                                | [ 注 117 ] | [ * 112 ] |
| 04月15日 月曜              | いただきます!世界の晩ごはん 中国編                    |            | [ * 113 ] |
| 04月16日 火曜              | おたすけ戦隊テレセンジャー 病院を楽しく 前編          |            | [ * 114 ] |
| 04月17日 水曜              | クイズ!音のさまとおひ目さま!                          | [ 注 118 ] | [ * 115 ] |
| 04月22日 月曜              | 日本全国!つないでジモQ! 滋賀県                        |            | [ * 116 ] |
| 04月23日 火曜              | おたすけ戦隊テレセンジャー 病院を楽しく 後編          |            | [ * 117 ] |
| 04月24日 水曜              | オリジナルカードバトル スージー!                      | [ 注 119 ] | [ * 118 ] |
| 05月06日 月曜              | いただきます!世界の晩ごはん タンザニア編              |            | [ * 119 ] |
| 05月07日 火曜              | 体験ことばずかん スポーツクライミング 前編            |            | [ * 120 ] |
| 05月08日 水曜              | 天てれほめラップバトル                                | [ 注 120 ] | [ * 121 ] |
| 05月13日 月曜              | いただきます!世界の晩ごはん インドネシア編            |            | [ * 122 ] |
| 05月14日 火曜              | 体験ことばずかん スポーツクライミング 後編            |            | [ * 123 ] |
| 05月15日 水曜              | ワードビルダー!                                       | [ 注 121 ] | [ * 124 ] |
| 05月27日 月曜              | てれジャーハンター 琥珀                               |            | [ * 125 ] |
| 05月28日 火曜              | 発掘!まちキング 栃木県小山市                          |            | [ * 126 ] |
| 05月28日 火曜              | ジオ高岸サプライズ大作戦 in 栃木（前編）              |            | [ * 126 ] |
| 05月29日 水曜              | 指プル2 みんなでファイナルにするぞSP!                 | [ 注 122 ] | [ * 127 ] |
| 06月03日 月曜              | 天才てれびくん×明日をまもるナビ                       | [ 注 123 ] | [ * 128 ] |
| 06月04日 火曜              | ジオ高岸サプライズ大作戦 in 栃木（後編）              | [ 注 124 ] | [ * 129 ] |
| 06月05日 水曜              | 早口ことば道!                                         | [ 注 125 ] | [ * 130 ] |
| 06月17日 月曜              | ハッピーサプライズ 前編                               | [ 注 126 ] | [ * 131 ] |
| 06月18日 火曜              | わくわく島留学 広島・大崎上島 前編                    |            | [ * 132 ] |
| 06月19日 水曜              | 天てれ鑑定団                                          | [ 注 127 ] | [ * 133 ] |
| 06月24日 月曜              | ハッピーサプライズ 後編                               | [ 注 126 ] | [ * 134 ] |
| 06月25日 火曜              | わくわく島留学 広島・大崎上島 後編                    |            | [ * 135 ] |
| 06月26日 水曜              | 天てれスクープインタビュー 那須川天心                 | [ 注 128 ] | [ * 136 ] |
| 07月08日 月曜              | 体験ことばずかん ブラインドサッカー 前編              |            | [ * 137 ] |
| 07月09日 火曜              | おたすけ戦隊テレセンジャー 昆虫採集                   |            | [ * 138 ] |
| 07月09日 火曜              | 天てれ通信 奈良                                       |            | [ * 138 ] |
| 07月10日 水曜              | 指プル3                                               | [ 注 129 ] | [ * 139 ] |
| 07月15日 月曜              | 体験ことばずかん ブラインドサッカー 後編              |            | [ * 140 ] |
| 07月16日 火曜              | MTK「ちぃあわせ音頭」メイキングSP                     |            | [ * 141 ] |
| 07月17日 水曜              | からだことばゲーム                                    | [ 注 130 ] | [ * 142 ] |
| 09月09日 月曜              | おたすけ戦隊テレセンジャー ドッジボール               |            | [ * 143 ] |
| 09月10日 火曜              | AIを楽しく学ぼう マヂカルAIジム                       | [ 注 131 ] | [ * 144 ] |
| 09月11日 水曜              | おたすけ戦隊テレセンジャー ウクライナの3人            |            | [ * 145 ] |
| 09月16日 月曜              | ネガ→ポジ大作戦 キャンプ                              |            | [ * 146 ] |
| 09月17日 火曜              | 天てれミッション! 最高のおむすび作り 前編             |            | [ * 147 ] |
| 09月17日 火曜              | “ちぃあわせ音頭”がもっと楽しくなる                    |            | [ * 147 ] |
| 09月18日 水曜              | 天てれほめラップバトル                                | [ 注 132 ] | [ * 148 ] |
| 09月23日 月曜              | Bリーグ群馬 ジョシュア あこがれの選手に会いに行く!    | [ 注 133 ] | [ * 149 ] |
| 09月24日 火曜              | 天てれミッション! 最高のおむすび作り 後編             |            | [ * 150 ] |
| 09月24日 火曜              | 民謡クルセイダーズとちぃあわせ音頭ライブ              |            | [ * 150 ] |
| 09月25日 水曜              | 指プル3                                               | [ 注 134 ] | [ * 151 ] |
| 10月07日 月曜              | 指プル3 全国チャレンジャー実力チェック（前編）        | [ 注 135 ] | [ * 152 ] |
| 10月08日 火曜              | サウンドランナー 第3回                                |            | [ * 153 ] |
| 10月09日 水曜              | オリジナルカードバトル スージー!                      | [ 注 136 ] | [ * 154 ] |
| 10月14日 月曜              | 指プル3 全国チャレンジャー実力チェック（後編）        | [ 注 137 ] | [ * 155 ] |
| 10月15日 火曜              | サウンドランナー 第4回                                |            | [ * 156 ] |
| 10月16日 水曜              | 指プル3                                               | [ 注 138 ] | [ * 157 ] |
| 10月28日 月曜              | 天てれ探偵団 宇宙研究の最前線を調査                   |            | [ * 158 ] |
| 10月29日 火曜              | 天てれ部活DO! ウェイクサーフィン部                    |            | [ * 159 ] |
| 10月30日 水曜              | 指プル3                                               | [ 注 139 ] | [ * 160 ] |
| 11月04日 月曜 017:30-18:30 | スゴEフェス×天才てれびくん 指プル3 ジオワールドカップ | [ 注 140 ] | [ * 161 ] |
| 11月05日 火曜              | 秋田大潟村 世界一長い糸電話に挑戦!                    |            | [ * 162 ] |
| 11月06日 水曜              | 能登の小学校運動会でサプライズスペシャル              |            | [ * 163 ] |
| 11月18日 月曜              | ミニチュア料理作りにメイノスケが挑戦!                 | [ 注 141 ] | [ * 164 ] |
| 11月19日 火曜              | わくわく島留学 新潟・佐渡島 前編                      |            | [ * 165 ] |
| 11月20日 水曜              | ワードビルダー!                                       | [ 注 142 ] | [ * 166 ] |
| 11月25日 月曜              | Bリーグ群馬に潜入! 人気の秘密にせまる                 | [ 注 143 ] | [ * 167 ] |
| 11月26日 火曜              | わくわく島留学 新潟・佐渡島 後編                      |            | [ * 168 ] |
| 11月27日 水曜              | プレッシャーに勝てるか!?                              | [ 注 144 ] | [ * 169 ] |
| 12月09日 月曜              | 発掘!まちキング 愛知県東栄町                          |            | [ * 170 ] |
| 12月10日 火曜              | 歯車を愛するギヤーと歯車工場を大調査!                 | [ 注 145 ] | [ * 171 ] |
| 12月10日 火曜              | 天てれ通信 香川県高松市                               |            | [ * 171 ] |
| 12月11日 水曜              | 早口ことば道!                                         | [ 注 146 ] | [ * 172 ] |
| 12月16日 月曜              | 天てれ探偵団 地球以外に生命はいるの?                  |            | [ * 173 ] |
| 12月17日 火曜              | 歯車を愛するギヤーと歯車アートを体験!                 | [ 注 147 ] | [ * 174 ] |
| 12月18日 水曜              | タイパパニック                                        | [ 注 148 ] | [ * 175 ] |
| 12月23日 月曜              | ジオ物語年末スペシャル                                |            | [ * 176 ] |
| 12月24日 火曜              | 指プル3 ジオワールドカップ                            | [ 注 140 ] | [ * 177 ] |
| 12月25日 水曜              | オリジナルカードバトル スージー!                      | [ 注 149 ] | [ * 178 ] |
| 2025年                     | 内容                                                  | 注釈       | 出典      |
| 01月13日 月曜              | 天てれ部活DO! 長崎・チンドン部（前編）                |            | [ * 179 ] |
| 01月14日 火曜              | 日本全国!つないでジモQ! 徳島県                        |            | [ * 180 ] |
| 01月15日 水曜              | 指プル3グランドチャンピオンシップ敗者復活戦           | [ 注 150 ] | [ * 181 ] |
| 01月20日 月曜              | 天てれ部活DO! 長崎・チンドン部（後編）                |            | [ * 182 ] |
| 01月21日 火曜              | 日本全国!つないでジモQ! 宮城県気仙沼市                |            | [ * 183 ] |
| 01月22日 水曜              | 天てれほめラップバトル                                | [ 注 151 ] | [ * 184 ] |
| 01月23日 木曜              | 指プル3グランドチャンピオンシップ事前スペシャル       |            | [ * 185 ] |
| 01月27日 月曜              | 令和の浮世絵作りに挑戦!（前編）                       |            | [ * 186 ] |
| 01月28日 火曜              | イチから作ろう! チョコレート in 沖縄 前編             |            | [ * 187 ] |
| 01月29日 水曜              | 指プル3グランドチャンピオンシップ                     | [ 注 152 ] | [ * 188 ] |
| 02月03日 月曜              | 令和の浮世絵作りに挑戦!（後編）                       |            | [ * 189 ] |
| 02月04日 火曜              | イチから作ろう! チョコレート in 沖縄 後編             |            | [ * 190 ] |
| 02月05日 水曜              | オリジナルカードバトル スージー!                      | [ 注 153 ] | [ * 191 ] |
| 02月17日 月曜              | ユウリの夢 あめ細工師に弟子入り体験!                  | [ 注 154 ] | [ * 192 ] |
| 02月18日 火曜              | みんなが遊べるオリジナルのスポーツを考えよう!         | [ 注 155 ] | [ * 193 ] |
| 02月19日 水曜              | 天てれスクープインタビュー 萱和磨                     | [ 注 156 ] | [ * 194 ] |
| 02月24日 月曜              | 天てれ探偵団 お札工場                                 |            | [ * 195 ] |
| 02月25日 火曜              | 巨大地震が来たら…!?バーチャル避難訓練に挑戦           | [ 注 157 ] | [ * 196 ] |
| 02月25日 火曜              | 天てれ通信 長崎県川端町                               |            | [ * 196 ] |
| 02月26日 水曜              | 天てれ!コロピタ坂                                     | [ 注 158 ] | [ * 197 ] |
| 03月03日 月曜              | ジオ物語シーズン2最終回スペシャル                     |            | [ * 198 ] |
| 03月04日 火曜              | オールスター☆天てれ愛フェス                           | [ 注 159 ] | [ * 199 ] |
| 03月05日 水曜              | ジオ前田ジオ高岸に恩返しのサプライズ                  | [ 注 160 ] | [ * 200 ] |
| 03月27日 木曜              | 新年度開始直前・見どころ一挙紹介スペシャル            |            | [ * 201 ] |

## 2024年度 短期企画

### 最高のおむすび作り
- タイトル：天てれミッション! 最高のおむすび作り
- 初回放送日
  - 前編：2024年09月17日 火曜
  - 後編：2024年09月24日 火曜
- テーマ：おむすび
- てれび戦士：寺尾佳之助、金児莉良
- 関連：『連続テレビ小説 おむすび』
- 出典：[* 147][* 150]

最高のお米をゲットせよ!
- 場所：千葉県柏市
- 指導：染谷茂

最高の塩をゲットせよ!
- 場所：千葉県山武郡九十九里町
- 指導：山路由美子

達人に教わる最高のにぎり!
- 指導：樋山千恵

### 世界一長い糸電話に挑戦!
- タイトル：秋田大潟村 世界一長い糸電話に挑戦!
- 初回放送日：2024年11月05日 火曜
- 場所：秋田県南秋田郡大潟村 大潟村立大潟小学校
- てれび戦士：盛武美音、ハフォード健汰朗
- ジオビー：ねじ
- 指導：市岡元気
- ナレーション：堀井美香
- 関連企画：『スゴEウィーク2024』
- 出典：[* 162][502]

### 能登の小学校運動会でサプライズスペシャル
- タイトル：能登に笑顔のサプライズSP みんなでおどるネクタリン
- 初回放送日
  - 2024年11月06日 水曜 17:30 - 17:59
- 再放送日時
  - 2024年11月17日 日曜 16:00 - 16:29
  - 2024年12月27日 金曜 16:10 - 16:39
  - 2024年12月29日 日曜 07:00 - 07:29
- 場所：石川県七尾市 七尾市立田鶴浜小学校
- てれび戦士
  - 太田帯行、大野冴姫
  - 盛武美音、江口慶、金児莉良、廣末裕理
- ジオビー：ティモンディ
- ナレーション：木村昴
- 関連企画：『スゴEウィーク2024』
- 出典：[* 163][503][504][505]

スタッフ
- 撮影 - 今井巧
- 音声 - 三好良三
- 編集 - 比留間博
- 映像技術 - 中川葉
- 音響効果 - 磯田正文
- ディレクター - 嘉納一貴
- プロデューサー - 中村真己
- 制作統括 - 清水亮詞

### 令和の浮世絵作りに挑戦!
- タイトル：「べらぼう」からのミッション 令和の浮世絵作りに挑戦!
- 初回放送日
  - 前編：2025年01月27日 月曜
  - 後編：2025年02月03日 月曜
- テーマ：浮世絵木版画
- てれび戦士
  -     金児莉良
  -     寺尾佳之助
- 依頼：前野朋哉
- 関連：『べらぼう〜蔦重栄華乃夢噺〜』
- 前編 手彫り
  - 指導：朝香元春
  - 場所：東京都新宿区
- 後編 レーザー
  - 指導：柏木隆志
  - 場所：神奈川県三浦市
- 出典：[* 186][* 189]

## 日本全国!つないでジモQ!
2023年度 - 2024年度。司会はティモンディ。水曜日の「ジオビーの家」と同じスタジオだが、2024年度は他の曜日に放送。
地元にまつわるクイズ「ジモQ」。地元リポーターからヒントをもらいクイズに答える。
| 放送日          | 地域            | テーマ               | 解答者                    | 解答者              | 脚注              |
| --------------- | --------------- | -------------------- | ------------------------- | ------------------- | ----------------- |
| 2023年 12月06日 | 北海道          | 八雲町 安平町 上川町 | 高岸宏行 ポン璃菜アメリー | 金児莉良 今野斗葵   | [ * 69 ]          |
| 2024年 04月22日 | 滋賀県          | 甲賀市 琵琶湖        | 前田裕太 寺尾佳之助       | 松尾そのま 江口慶   | [ * 116 ]         |
| 2025年 01月14日 | 徳島県          | 三好市 美波町        | 前田裕太 廣末裕理         | 盛武美音 金児莉良   | [ * 180 ] [ 506 ] |
| 2025年 01月21日 | 宮城県 気仙沼市 | カキ サメ            | 高岸宏行 寺尾佳之助       | 松尾そのま 大野冴姫 | [ * 183 ]         |

## てれジャーハンター

### 概要
2022年度の特別編および2023年度 - 2024年度に放送。てれび戦士がお宝を発掘する。

### 放送日程
| 初回放送日     | タイトル                       |
| -------------- | ------------------------------ |
| 2022年11月03日 | 鉱物ハント                     |
| 2023年06月19日 | 恐竜化石ハントin獅子島（前編） |
| 2023年06月26日 | 恐竜化石ハントin獅子島（後編） |
| 2023年09月05日 | 極上のマダイを釣り上げよう!    |
| 2024年01月16日 | 北海道・怪魚“なべこわし”探し   |
| 2024年05月27日 | 岩手 激レア宝石コハクを探せ!   |

### 化石編
|      | 本放送             | 再放送            |
| ---- | ------------------ | ----------------- |
| 前編 | 2023年6月19日 月曜 | 2023年8月7日 月曜 |
| 後編 | 2023年6月26日 月曜 | 2023年8月8日 火曜 |

基礎情報
- サブタイトル：恐竜化石ハントin獅子島
- 発掘場所：鹿児島県出水郡長島町 獅子島
- てれび戦士：池村咲良、シェパード龍アーサー
- ジオビー：東京ホテイソン
- 案内人：宇都宮聡
- ナレーション：木村昴
- 出典：[507][* 25][* 28][* 103][* 104]

DAY1
- TARGET1 二枚貝
  - プテロトリゴニア / 二枚貝
- TARGET2 アンモナイト
  - オキナエビス / 巻き貝

DAY2
- TARGET2 アンモナイト
  - ペクテン / 二枚貝：ホタテ
  - プテロトリゴニア
  - アルクトスレア / 二枚貝：ワニガキ
  - ククレア
  - ストモハミテス / 異常巻きアンモナイト

DAY3
- TARGET3 恐竜
  - ゴードリセラス / アンモナイト
  - ポリプチコセラス / アンモナイト

### 天然マダイ編
- 放送日：2023年09月05日 火曜
- サブタイトル
  - 極上のマダイを釣り上げよう!
  - 愛媛 今治で天然マダイを釣ろう!
- お宝：目下一尺の天然マダイ
- 発掘場所：愛媛県今治市 来島海峡
- てれび戦士：今野斗葵、大野冴姫
- ジオビー：チャンカワイ
- 案内人：矢野司
- ナレーション：桐谷蝶々
- 出典：[* 39]

### なべこわし編
- 放送日：2024年01月16日 火曜
- サブタイトル
  - まぼろしの北の怪魚を探せ!
  - 北海道・怪魚“なべこわし”探し
- お宝：カジカ（トゲカジカ、ギスカジカ、シモフリカジカ）
- 発掘場所：北海道網走市
- てれび戦士：稲毛眞生、金児莉良
- 案内人：山根央之
- ナレーション：木村昴
- 出典：[* 77]

### 琥珀編
- 放送日：2024年05月27日 月曜
- サブタイトル
  - 岩手 恐竜時代の宝石を探せ!
  - 岩手 激レア宝石コハクを探せ!
- お宝：琥珀
- 発掘場所：岩手県久慈市
- てれび戦士：丸山煌翔、大野冴姫
- ジオビー：渚
- 案内人：上山昭彦
- ナレーション：木村昴
- 出典：[* 125][508]

関連番組
- 番組：Iwateen「大冒険スペシャル in久慈」
- 制作：NHK盛岡放送局
- 放送：岩手県域 NHK総合テレビ
- 日時：2024年06月01日 土曜 18:45 - 18:54
- ナレーション：小原和樹
- 出典：[509]

## 天てれ部活DO!
2023年度 - 2024年度。てれび戦士がちょっと変わった部活を結成。

### トリックショット部
アーチェリーのスゴ技に挑戦する「トリックショット部」。最終目標はアーチェリーでだるま落とし。
- 部員：今野斗葵、盛武美音、香月萌衣
- 顧問：荒川
- コーチ：山本悠太
- ナレーション：木村昴

月曜日に放送。
| 放送日         | 内容 | 注釈       | 出典     |
| -------------- | --- | ---------- | -------- |
| 2023年 4月10日 | トリックショット部勧誘開始! アーチェリーの特訓開始! アーチェリーの課題にいどむ!                           | [ 注 161 ] | [ * 4 ]  |
| 4月17日        | アーチェリーのスゴ技にいどむ! - まっすぐ狙えハッシュタグくぐり - プレッシャーに負けるな風船アゲアゲリレー | [ 注 162 ] | [ * 7 ]  |
| 4月24日        | アーチェリーでだるま落としにいどむ!                                                                       |            | [ * 10 ] |

### アユ友釣り部
- 場所：岐阜県郡上市
- 部員：新井琉月、丸山煌翔
- 顧問：荒川
- 指導：桒原誠
- ナレーション：桐谷蝶々
- 放送日
  - 前編：2023年09月26日 火曜
  - 後編：2023年10月03日 火曜
- 出典：[* 45][* 48]

### ウェイクサーフィン部
- 初回放送日：2024年10月29日 火曜
- 活動：ウェイクサーフィン
- 場所：広島県山県郡安芸太田町 龍姫湖（温井ダム）
- 部員：池村咲良、香月萌衣、ヌワエメジョシュア
- コーチ：PUB Miyamoto
- ナレーション：木村昴
- 出典：[* 159]

### 長崎・チンドン部
- 活動：チンドン屋
- 場所：長崎県長崎市
- 部員
  - 池村咲良（ゴロス太鼓）
  - 香月萌衣（チンドン太鼓）
- コーチ：かわち家
- ナレーション：堀井美香
- 初回放送日
  - 前編：2025年01月13日 月曜
  - 後編：2025年01月20日 月曜
- 出典：[* 179][* 182]

## 発掘!まちキング
2023年度 - 2024年度。まちの名物やすごい人「まちキング」をてれび戦士が発掘する。

### 東京 戸越銀座商店街
- 初回放送日：2023年04月25日 火曜
- まち：東京都品川区 戸越銀座商店街
- てれび戦士：大野冴姫、金児莉良
- ジオビー：中西茂樹
- ナレーション：大野恵里佳
- 案内：戸越銀次郎
- まちキング
  - 行列!ネリネリキング - さつまあげ
  - スゴ技!フワトロキング - オムライス
  - 復活!アツホクキング - コロッケ
- 出典：[510][* 11]

### 愛媛 宇和島で真珠ツアー
- 初回放送日：2023年09月12日 火曜
- まち：愛媛県宇和島市
- てれび戦士：今野斗葵、大野冴姫
- ジオビー：たける
- ナレーション：桐谷蝶々
- 出典：[* 42]

### 長野・飯田で焼き肉ツアー
- 初回放送日：2023年11月14日 火曜
- まち：長野県飯田市
- てれび戦士：丸山煌翔、池村咲良
- ジオビー：チャンカワイ
- ナレーション：木村昴
- 出典：[511][* 61]

### 香川県東かがわで3大名物さがし!
- 初回放送日：2023年12月18日 月曜
- まち：香川県東かがわ市
- てれび戦士：稲毛眞生、大野冴姫
- ナレーション：木村昴
- まちキング
  - ひけた鰤
  - 和三盆
  - 手袋
- 関連企画：『ブギウギ』
- 出典：[* 73]

### ソースのまち・神戸のスゴイ人
- 初回放送日：2024年02月20日 火曜
- まち：兵庫県神戸市
- てれび戦士：丸山煌翔、廣末裕理
- 進行：尼神インター 渚
- ナレーション：桐谷蝶々
- 出典：[* 90]

### 栃木・小山 開運のまちで名物探し
- 初回放送日：2024年05月28日 火曜
- まち：栃木県小山市
- てれび戦士：新井琉月、渡辺大馳
- ジオビー：高岸宏行
- ナレーション：堀井美香
- まちキング
  - コウノトリ
  - 開運戦士ブレイバーン
  - 間々田ひも
- 出典：[* 126]

### オシャレの町 愛知・東栄町のスゴイ名物
- 初回放送日：2024年12月09日 月曜
- まち：愛知県北設楽郡東栄町
- てれび戦士：江口慶、大野冴姫
- ナレーション：堀井美香
- まちキング
  - セリサイト
  - 草木染め
- 出典：[* 170]

## ネガ→ポジ大作戦
2023年度 - 2024年度に放送。ナレーションは木村昴。てれび戦士の苦手克服を応援。

### トマト
- テーマ：トマト
新井琉月、池村咲良
- 応援団：小久保向一朗、ポン璃菜アメリー、たける
- 専門家：露久保美夏
- 出典：[512][* 23][* 26]

| 放送日         | 大作戦               | 発案・指導          |
| -------------- | -------------------- | ------------------- |
| 2023年 6月06日 | トマトハッピー作戦   | 小久保向一朗        |
| 2023年 6月06日 | トマトあまジャリ作戦 | ポン璃菜アメリー    |
| 2023年 6月06日 | 自分で収かく作戦     | 榎本健司            |
| 6月20日        | 自分でトマト料理作戦 | 横尾渉 長谷川あかり |

### キャンプ
- 初回放送日：2024年09月16日 月曜
- 作戦：1泊2日のキャンプに挑戦 さびしがり屋こくふく作戦
- てれび戦士：松尾そのま
- 指導：森風美
- 場所：山梨県北斗市
- 出典：[* 146][513]

## サウンドランナー
SOUND RUNNER サウンドランナーは、2023年度と2024年度に放送されたコーナー。
楽器を演奏し、スピーカーの振動をひもに伝えて、紙コップのランナーをゴールまで走らせ、タイムを競う。

### 第1回
- 初回放送日：2023年12月04日 月曜 [* 67]

| 奏者             | 楽器                | タイム    |
| ---------------- | ------------------- | --------- |
| 盛武美音         | キーボード&ボーカル | 0分52秒73 |
| 中村佳穂         | キーボード&ボーカル | 0分47秒03 |
| サンダーキャット | ベース&ボーカル     | 0分58秒30 |
| 渡辺大馳         | ハーモニカ&たいこ   | 0分44秒65 |

### 第2回
- 初回放送日：2024年01月23日 火曜 [* 80]

| 奏者                     | 楽器                | タイム    |
| ------------------------ | ------------------- | --------- |
| 丸山煌翔                 | ラップ              | 1分03秒55 |
| ポン璃菜アメリー         | ベース              | 1分00秒83 |
| 平沢あくび（ニガミ17才） | キーボード&パソコン | 1分11秒03 |
| LOUIS COLE               | ドラムセット        | 0分44秒90 |

### 第3回
- 初回放送日：2024年10月08日 火曜 [* 153]

| 奏者       | 楽器             | タイム    |
| ---------- | ---------------- | --------- |
| 香月萌衣   | 電子トランペット | 1分00秒16 |
| 狩野英孝   | ギター&ボーカル  | 0分55秒18 |
| 石若駿     | ドラムセット     | 0分48秒70 |
| 寺尾佳之助 | ティンパニ       | 0分53秒10 |

### 第4回
- 初回放送日：2024年10月15日 火曜 [* 156]

| 奏者         | 楽器                | タイム    |
| ------------ | ------------------- | --------- |
| 盛武美音     | キーボード&ボーカル | 1分02秒77 |
| U-zhaan      | タブラ              | 1分00秒02 |
| 金児莉良     | ラップ              | 1分03秒96 |
| ハラミちゃん | キーボード          | 0分47秒03 |

## イチから作ろう!

### チョコレート in 沖縄
- 初回放送日
  - 前編：2025年01月28日 火曜
  - 後編：2025年02月04日 火曜
- テーマ：チョコレート
- 場所：沖縄県国頭郡
- てれび戦士
  -     寺尾佳之助
  -     ポン璃菜アメリー
- 指導：川合径（大宜味村 OKINAWA CACAO Factory & Cafe）
- ミッション!チョコレートとあわせる沖縄フルーツをゲットせよ!
  - テーマ：パイナップル
  - 指導：比嘉和美（東村 東物産）
- 出典：[514][* 187]

スタッフ
- ナレーション - 堀井美香
- ディレクター - 小堺有希子
- ロケ・サブディレクター - 花崎陽
- 撮影 - 伊藤加菜子、伊奈勇人
- プロデューサー - 真治史
- 制作 - テレビマンユニオン

## 2025年度 主要企画
| 年度別 | 2024 - 2025 |

| コーナー       | 曜日   | 備考           |
| -------------- | ------ | -------------- |
| ジオ物語       | 月     | 世界観ドラマ   |
| ジオゲークラブ | 火水   |                |
| 喫茶チャノマ   | 火     |                |
| エナジー道場   | 月火水 | リモコンゲーム |
| 木曜LIVE       | 木     | 生放送         |

| 2025年        | 内容                                              | 注釈       | 出典      |
| ------------- | ------------------------------------------------- | ---------- | --------- |
| 03月31日 月曜 | ジオ物語 第1話拡大版                              |            | [ * 202 ] |
| 04月01日 火曜 | てれび戦士力アップトレーニング                    |            | [ * 203 ] |
| 04月02日 水曜 | 指プル3シーズン2 第1回                            | [ 注 163 ] | [ * 204 ] |
| 04月07日 月曜 | いただきます!世界の晩ごはん メキシコ合衆国編      |            | [ * 205 ] |
| 04月08日 火曜 | 天てれそもそもツアーズ ソーラン節 前編            |            | [ * 206 ] |
| 04月09日 水曜 | クイズ!音のさまとおひ目さま                       | [ 注 164 ] | [ * 207 ] |
| 04月14日 月曜 | いただきます!世界の晩ごはん チェコ共和国編        |            | [ * 208 ] |
| 04月15日 火曜 | 天てれそもそもツアーズ ソーラン節 後編            |            | [ * 209 ] |
| 04月16日 水曜 | 指プル3シーズン2 第2回                            | [ 注 165 ] | [ * 210 ] |
| 04月21日 月曜 | みんなで万博盛り上げ隊!!                          |            | [ * 211 ] |
| 04月22日 火曜 | 新MTK「こたえあわせ」ミセス大森元貴さんと制作裏側 |            | [ * 212 ] |
| 04月23日 水曜 | やることやってカラオケ                            | [ 注 166 ] | [ * 213 ] |
| 05月05日 月曜 | 高知ごめん・なはり線ツアー 前編                   |            | [ * 214 ] |
| 05月06日 火曜 | 富士山からの贈り物を探せ!                         |            | [ * 215 ] |
| 05月07日 水曜 | 天てれほめラップバトル                            | [ 注 167 ] | [ * 216 ] |
| 05月12日 月曜 | 高知ごめん・なはり線ツアー 後編                   |            | [ * 217 ] |
| 05月13日 火曜 | 天てれ探偵団 恐竜王国福井                         |            | [ * 218 ] |
| 05月14日 水曜 | ワードビルダー                                    | [ 注 168 ] | [ * 219 ] |
| 05月26日 月曜 | 天てれそもそもツアーズ ラジオ 前編                |            | [ * 220 ] |
| 05月27日 火曜 | わくわく島留学 沖縄・南大東島 前編                |            | [ * 221 ] |
| 05月28日 水曜 | 指プル3シーズン2 第3回                            | [ 注 169 ] | [ * 222 ] |
| 06月02日 月曜 | 天てれそもそもツアーズ ラジオ 後編                |            | [ * 223 ] |
| 06月03日 火曜 | わくわく島留学 沖縄・南大東島 後編                |            | [ * 224 ] |
| 06月04日 水曜 | スーパー実験マーケット                            | [ 注 170 ] | [ * 225 ] |
| 06月16日 月曜 | 幸せを呼ぶケサランパサランを探せ!                 |            | [ * 226 ] |
| 06月17日 火曜 | おたすけ戦隊テレセンジャー 花束サプライズ         |            | [ * 227 ] |
| 06月18日 水曜 | 天てれスクープインタビュー あの                   | [ 注 171 ] | [ * 228 ] |
| 06月23日 月曜 | 福岡・ご当地スーパーでミッション!                 | [ 注 172 ] | [ * 229 ] |
| 06月24日 火曜 | 北関東の魅力大発見 ほれてまうやろスペシャル       | [ 注 173 ] | [ * 230 ] |
| 06月25日 水曜 | たたいて!もぐって!モグラッシュ!                   | [ 注 174 ] | [ * 231 ] |
| 07月07日 月曜 | 体験ことばずかん 淡路人形浄瑠璃                   |            | [ * 232 ] |
| 07月08日 火曜 | 防災クイズで夏休みを楽しく安全に!                 | [ 注 175 ] | [ * 233 ] |
| 07月09日 水曜 | 指プル3シーズン2 第4回 予選最終戦                 | [ 注 176 ] | [ * 234 ] |
| 07月14日 月曜 | 香川・島のアート攻略ミッション!                   | [ 注 177 ] | [ * 235 ] |
| 07月15日 火曜 | 緊張を克服して みんなを笑わせたい!                |            | [ * 236 ] |
| 07月15日 火曜 | 天てれ通信 滋賀県東近江市                         |            | [ * 236 ] |
| 07月16日 水曜 | クイズQアナウメくん                               | [ 注 178 ] | [ * 237 ] |

## 2025年度 短期企画

### てれび戦士力アップトレーニング
- タイトル
  - 全員集合!てれび戦士力トレーニング
  - てれび戦士力アップトレーニング
- 放送日
  - 本放送：2025年04月01日 火曜
  - 傑作選：2025年04月28日 月曜

|         | みどりチーム                | オレンジチーム            |
| ------- | --------------------------- | ------------------------- |
| MC      | 前田裕太                    | 高岸宏行                  |
| 中学2年 | 太田帯行 ヌワエメジョシュア | 池村咲良 香月萌衣         |
| 中学1年 | 大野冴姫 渡辺大馳           | 金児莉良 ハフォード健汰朗 |
| 小学6年 | 中村幹太 ポン璃菜アメリー   | 寺尾佳之助 照井紫乃       |
| 小学5年 | 浅沼心                      | 平岡嘉人 廣末裕理         |
| 小学4年 | 清水瞳                      | 中嶋スミレ                |

- 司会：チャンカワイ
- ナレーション：木村昴
- 出典：[* 203][* 238]

トレーニングその1 ビーチフラッグてれび戦士クイズ
クイズに答えて仲間を知ろう!
トレーニングその2 てれび戦士力向上障害物リレー
障害物リレーでマルチな力を鍛えよう！
1. 馬とびパス
2. 大玉運び
3. チャンさんを笑わせろ
4. ジオノコ投げキャッチ

トレーニングその3 一致団結ボールキャッチ
てれび戦士全員ノーバンでキャッチを目指せ!

### みんなで万博盛り上げ隊!!
- タイトル：みんなで万博盛り上げ隊!!
- 初回放送日：2025年04月21日 月曜
- テーマ：2025年大阪・関西万博
- てれび戦士：太田帯行、清水瞳
- ナレーション：木村昴
- 出典：[* 211][553]

| サブタイトル                      | 指導           |
| --------------------------------- | -------------- |
| マニアに聞く 万博の魅力           | 藤井秀雄       |
| 万博部発案 海外の人とつながる工夫 | 関西大学万博部 |

### 高知ごめん・なはり線ツアー
- タイトル：あんぱんスペシャル 高知ごめん・なはり線ツアー
- 初回放送日
  - 前編：2025年05月05日 月曜
  - 後編：2025年05月12日 月曜
- テーマ：土佐くろしお鉄道ごめん・なはり線
- てれび戦士
  -     池村咲良
  -     照井紫乃
- ジオビー：ナ酒渚
- ナレーション：堀井美香
- 依頼：今田美桜、北村匠海
- 関連：『連続テレビ小説 あんぱん』
- 出典：[* 214][* 217]

### 富士山からの贈り物を探せ!
- タイトル：富士山からの贈り物を探せ!
- 初回放送日：2025年05月06日 火曜
- テーマ：日本一高い山 富士山
- 場所：山梨県
  - 河口湖
  - 富士吉田市立富士山レーダードーム館
  - 青木ヶ原樹海
  - 道の駅富士吉田
- てれび戦士
  -     金児莉良
  -     中村幹太
- ナレーション：堀井美香
- キーワード
  - 海
  - コウモリの住みか
  - スイーツ
- 出典：[* 215]

### 幸せを呼ぶケサランパサランを探せ!
- 初回放送日：2025年06月16日 月曜
- テーマ：ケサランパサラン
- 場所：山形県鶴岡市
  - 鶴岡市立加茂水族館
  - 温海地域小名部地区
  - 山形大学
- てれび戦士
  -     寺尾佳之助
  -     ポン璃菜アメリー
  -     平岡嘉人
- ナレーション：木村昴
- 出典：[* 226]

関連番組
- 番組：やままる
- 制作：NHK山形放送局
- 放送：山形県域 NHK総合テレビ
- 日時：2025年06月10日 火曜 18:10 - 18:58
- 出典：[554]

## おたすけ戦隊テレセンジャー
2023年度 - 2025年度放送。夢をかなえたい人や困りごとがある人から依頼を受けて、てれび戦士が駆けつける。

### すみだ水族館
- 場所：東京都墨田区
- 依頼主：すみだ水族館
- てれび戦士：池村咲良、江口慶
- ジオビー：あんり、チャンカワイ
- 2023年4月11日 火曜
ペンギンのラブラブ度調査を手つだって!
交かん用寝床づくりを手つだって!
- 2023年4月18日 火曜
小さいクラゲのお引越しを手つだって!
チンアナゴのケンカの観察を手つだって!
- 出典：[* 5][* 8]

### ダンボール工作
- 場所：奈良県奈良市
- 依頼主：しんま（小学6年男子）
- 関連企画：『君の声が聴きたい』
- てれび戦士：小久保向一朗、丸山煌翔
- ジオビー：チャンカワイ
- 指導：オダカマサキ
- 2023年5月09日 火曜
ダンボールおうち工作のコツとは?
- 2023年5月16日 火曜
ダンボールでじょうぶな乗りものを作りたい!
- 出典：[* 14][* 17]

### 長岡まつり大花火大会
- 場所：新潟県長岡市
- 依頼主：長岡まつり大花火大会
- てれび戦士：金児莉良、渡辺大馳
- ジオビー：中西茂樹、ショーゴ
- 2023年7月10日 月曜
打ち上げ花火のヒミツ
楽しい花火のデザインを考えよう!
- 2023年7月17日 月曜
花火にかける思い
アナウンスに思いをこめて
- 出典：[* 31][* 34]

関連番組
- 番組名：金よう夜きらっと新潟×天才てれびくん 長岡花火応援スペシャル
- 放送局：NHK総合テレビ
- 新潟県域：2023年07月28日 金曜 19:30 - 19:57
- 日本全国：2023年08月01日 火曜 14:06 - 14:33
- 公開収録
  - 名称：金よう夜きらっと新潟×天才てれびくんスペシャルステージ
  - 日程：2023年07月15日 土曜
  - 会場：新潟県新潟市 NHK新潟放送局
- 出典：[* 239]

### 皿鉢料理
- 初回放送日：2023年12月4日 火曜
- タイトル：高知 子ども向け郷土料理をつくろう!
- 場所：高知県高知市
- てれび戦士：池村咲良、大野冴姫
- ジオビー：水田信二
- 依頼：皿鉢料理
- 出典：[* 67]

### オリジナル天気予報
- 初回放送日：2024年4月9日 火曜
- タイトル：山形 オリジナル天気予報に挑戦
- 場所
  - 山形県西村山郡西川町
  - 山形県山形市 NHK山形放送局
- 依頼主：小学2年男子
- てれび戦士：渡辺大馳、ポン璃菜アメリー
- 指導：長谷川麻衣、市岡元気
- 出典：[555][* 111]

### 病院を楽しく
- 場所：愛知県名古屋市
- 依頼主：東京都日野市 日野みんなの診療所
- てれび戦士：盛武美音、ハフォード健汰朗
- 指導：大棟耕介
- 2024年4月16日 火曜
“病院を楽しく!” クラウンに挑戦!
- 2024年4月23日 火曜
“病院を楽しい場所に” クラウンショーに挑戦
- 出典：[* 114][* 117]

### 昆虫採集
- 初回放送日：2024年7月9日 火曜
- タイトル：福島・田村市 こん虫採集に挑戦!
- 場所：福島県田村市
- 依頼：田村市に生息する昆虫の調査
- 依頼主：ムシムシランド 大口宗将
- てれび戦士：太田帯行、廣末裕理
- ジオビー：チャンカワイ
- 出典：[556][557][558][559][* 138]

### ドッジボールみんなで遊ぼう編
- 初回放送日：2024年9月9日 月曜
- サブタイトル：高知 7人の小学校 ドッジボールがうまくなりたい!
- 場所：高知県吾川郡いの町
- 依頼主：いの町立長沢小学校
- てれび戦士：新井琉月、太田帯行
- 指導：田中将人
- 出典：[* 143][560]

### ウクライナの3人
- 初回放送日：2024年9月11日 水曜
- サブタイトル
  - 相撲大会に参加するウクライナの小学生をおもてなし
  - ウクライナの3人の願いをかなえよう
- てれび戦士：香月萌衣、大野冴姫、ハフォード健汰朗
- 出典：[* 145][561][562][563][564][565][566][567]

相撲大会を思い出に残したい!
- 本場の相撲練習でパワーアップだ
  - 場所：東京都葛飾区 葛飾白鳥相撲教室
  - 指導：佐久間幸一
- 第39回わんぱく相撲全国大会
  - 日程：2024年8月4日
  - 場所：東京都墨田区 両国国技館

高い場所から東京を見たい
- 場所：東京都墨田区 東京スカイツリー

お父さんのためにすしをにぎりたい
- 場所：東京都品川区 松乃鮨
- 指導：手塚良則

スタッフ
- ナレーション - 木村昴
- 取材協力 - ウスミシュカ
- 制作統括 - 三木章弘

### 花束サプライズ
- 初回放送日：2025年6月17日 火曜
- タイトル：すずさんに花束を作ってサプライズで渡そう
- 場所：愛知県東三河（豊橋市、田原市）
- 依頼主：小学6年女子
- てれび戦士：大野冴姫、寺尾佳之助
- 出典：[* 227][568]

カラフルな菊
- サブタイトル
  - カラフルな菊の秘密
  - カラフルな菊を作ろう!
- 場所：愛知県田原市
- 指導：林正彦、林さとみ

花贈りパフォーマンスに挑戦!
- 場所：愛知県豊橋市 道の駅とよはし
- 指導：花男子プロジェクト

## わくわく島留学
| 期間別 | hello, - ジオ |

てれび戦士が各地の島で未知の体験をする。

### 薩摩硫黄島

#### 概要
- 島：薩摩硫黄島
- 市町村：鹿児島県鹿児島郡三島村
- てれび戦士
  -     稲毛眞生
  -     筧礼
- 案内人：大岩根尚
- ナレーション：大野恵里佳
- 滞在期間：4泊5日
- 出典：[569][570][571][* 13][* 16][* 19][* 22][* 37][572][* 240]

#### 通常放送
月曜日に放送。
| 2023年  | 回     | サブタイトル                              |
| ------- | ------ | ----------------------------------------- |
| 5月08日 | 第1回  | 火山を探検して地球のエネルギーを感じよう! |
| 5月15日 | 第2回  | 島の人とふれあおう!                       |
| 5月29日 | 第3回  | カラフルな海のヒミツ                      |
| 6月05日 | 最終回 | 島の学校へ!                               |

#### スペシャル・傑作選
30分枠 スペシャル
- 番組名：天才てれびくんスペシャル わくわく島留学〜薩摩硫黄島〜
- 本放送：2023年7月29日 土曜 14:00-14:30
- 再放送：2023年10月9日 月曜 17:30-18:00

25分枠 傑作選
- 放送日：2023年9月20日 水曜 17:35-18:00

| 日    | 内容                                      | 相当回 |
| ----- | ----------------------------------------- | ------ |
| 1日目 | 火山を探検して地球のエネルギーを感じよう! | 第1回  |
| 2日目 | 島の子のオススメの場所へ!                 | 第2回  |
| 3日目 | カラフルな海のヒミツ                      | 第3回  |
| 4日目 | 島の学校へ!                               | 最終回 |

#### スタッフ
- 撮影 - 伊藤加菜子、佐々木寛之
- 音声 - 金子真太郎、渡邊賢
- 音響効果 - 磯田正文
- 映像技術 - 北村和也
- 映像デザイン - 杉浦恵
- 編集 - 一ノ瀬一郎
- サブディレクター - 藤原綾子
- ディレクター - 岡瑠里子
- プロデューサー - 観堂早織、真治史
- 制作統括 - 萩島昌平
- 制作協力 - テレビマンユニオン

### 三重・答志島
- 島：答志島
- 市町村：三重県鳥羽市
- てれび戦士
  -     新井琉月
  -     丸山煌翔
- ナレーション：桐谷蝶々
- 滞在期間：4泊5日
- 出典：[575][* 44][* 47][* 50][* 53]

| 2023年   | 回    | サブタイトル              |
| -------- | ----- | ------------------------- |
| 09月25日 | 第1回 | 島の漁を体験!             |
| 10月02日 | 第2回 | 島の子どもの暮らしを体験! |
| 10月16日 | 第3回 | 漁師の仕事場と魚市場へGO! |
| 10月23日 | 第4回 | 島の学校へ!               |

スタッフ
- 撮影 - 伊藤加菜子、佐々木寛之
- サブディレクター - 藤原綾子
- ディレクター - 岡瑠里子
- プロデューサー - 真治史
- 制作統括 - 萩島昌平
- 制作協力 - テレビマンユニオン

### 広島・大崎上島
- 島：大崎上島
- 市町村：広島県豊田郡大崎上島町
- てれび戦士
  -     江口慶
  -     ポン璃菜アメリー
- ナレーション：堀井美香
- 出典：[576][* 132][* 135]

| 2024年  | 内容                                                        |
| ------- | ----------------------------------------------------------- |
| 6月18日 | 島の暮らし体験 - 網をおろしに海へ - さし網漁 - 養しょく体験 |
| 6月25日 | 島ならでの体験 - 伝統の船“櫂伝馬” - レモン狩り - 漁師祭り   |

スタッフ
- 撮影 - 伊藤加菜子、伊奈勇人
- ロケ・サブディレクター - 花崎陽
- ディレクター - 岡瑠里子
- プロデューサー - 真治史
- 制作統括 - 萩島昌平
- 制作協力 - テレビマンユニオン

### 新潟・佐渡島
- 島：佐渡島
- 市町村：新潟県佐渡市
- てれび戦士
  -     ハフォード健汰朗
  -     ポン璃菜アメリー
- 案内人：けえ【島育ち】、ガシマくん（こうた）
- ナレーション：堀井美香
- 出典：[577][* 165][* 168]

| 2024年   | 内容 |
| -------- | --- |
| 11月19日 | - 世界遺産 佐渡金山へ! - 動画クリエイター“けえ”さんと砂金とり対決! - たらい舟で日本海へ! - 郷土料理いごねり作り - けえさんの思いとは? |
| 11月26日 | - 田んぼとトキの物語 - オリジナルの太巻き作り! - 伝統の鬼太鼓にチャレンジ!                                                            |

スタッフ
- 撮影 - 伊藤加菜子、伊奈勇人
- ロケ・サブディレクター - 角田沙也香
- ディレクター - 岡瑠里子
- プロデューサー - 真治史
- 制作統括 - 萩島昌平
- 制作協力 - テレビマンユニオン

### 沖縄・南大東島
- 初回放送日
  - 前編：2025年05月27日 火曜
  - 後編：2025年06月03日 火曜
- 島：南大東島
- 市町村：沖縄県島尻郡南大東村
- てれび戦士
  -     太田帯行
  -     廣末裕理
- ナレーション：堀井美香
- 出典：[578][* 221][* 224]

スタッフ
- ディレクター - 岡瑠里子
- サブディレクター - 花崎陽
- 撮影
  - 伊藤加菜子
  - 池村泰貴（インフ）
- プロデューサー - 真治史
- 制作協力 - テレビマンユニオン

## いただきます!世界の晩ごはん
2023年度 - 2025年度の月曜日に放送。てれび戦士が日本に暮らす世界の家族と晩ごはんを通じて国際交流するコーナー。
- 出典：[579][580][581]

| 放送日         | 料理                              | てれび戦士                  | ロケ場所                    | 脚注      |
| -------------- | --------------------------------- | --------------------------- | --------------------------- | --------- |
| 2024年 1月15日 | ミャンマー オウンノォカウッスェー | 稲毛眞生 ポン璃菜アメリー   |                             | [ * 76 ]  |
| 2024年 1月22日 | ブラジル パステル                 | 江口慶 金児莉良             | 神奈川県 横浜市鶴見区       | [ * 79 ]  |
| 2024年 1月29日 | トルコ 家庭料理                   | 稲毛眞生 ポン璃菜アメリー   | 東京都渋谷区 東京ジャーミイ | [ * 83 ]  |
| 2024年 2月05日 | 韓国 プルコギ                     | 丸山煌翔 盛武美音           | 東京都新宿区 大久保         | [ * 86 ]  |
| 2024年 4月08日 | インド カレー                     | 太田帯行 ポン璃菜アメリー   | 東京都江戸川区              | [ * 110 ] |
| 2024年 4月15日 | 中国 ギョーザ                     | 丸山煌翔 金児莉良           | 東京都中央区                | [ * 113 ] |
| 2024年 5月06日 | タンザニア 家庭料理               | 丸山煌翔 金児莉良           | 神奈川県 相模原市           | [ * 119 ] |
| 2024年 5月13日 | インドネシア 家庭料理             | 太田帯行 ポン璃菜アメリー   | 神奈川県 相模原市           | [ * 122 ] |
| 2025年 4月07日 | メキシコ合衆国 タコス             | 太田帯行 金児莉良           |                             | [ * 205 ] |
| 2025年 4月14日 | チェコ共和国 チェコ料理           | ハフォード健汰朗 中嶋スミレ |                             | [ * 208 ] |

スタッフ
- ナレーション
  - 2023年度：桐谷蝶々
  - 2024年度 - 2025年度：堀井美香
- ディレクター - 阿由葉聡子
- プロデューサー - 真治史
- 制作統括 - 萩島昌平
- 制作 - テレビマンユニオン

## 体験ことばずかん
2023年度 - 2025年度。てれび戦士が新しいことばを体当たりで調査。
- ことば仙人：たける

### スケートボード
- テーマ：スケートボード
- ことば：チックタックしてランプですべって新しいトリックをメイクできたんだ
  - チックタック - 時計の針のように進む技
  - ランプ - すべる部分が曲面になっているところ
  - トリック - 技
  - メイク - 成功させる
- てれび戦士：稲毛眞生、金児莉良、廣末裕理
- 場所：東京都板橋区
- 指導：早川大輔
- 前編：2024年2月19日 月曜
- 後編：2024年2月26日 月曜
- 出典：[* 89][* 92]

### スポーツクライミング
- テーマ：スポーツクライミング
- ことば：しっかりオブザベしてチョークをつかってピンチをうまくつかんでカントウできた
  - オブザベ - オブザベーション（＝観察）の略。登る前に壁を観察して作戦を立てること
  - チョーク - すべり止めの粉
  - ピンチ - 親指とほかの指ではさんで持つ細長い石
  - カントウ - 完全に登ってゴールすること
- てれび戦士：太田帯行、金児莉良、寺尾佳之助
- 場所：千葉県長生郡一宮町
- 指導：池田雄大
- 前編：2024年5月07日 火曜
- 後編：2024年5月14日 火曜
- 出典：[* 120][* 123]

### ブラインドサッカー
- テーマ：ブラインドサッカー
- ことば：ボイ
ボールを持った相手に向かって行くとき使うことば
- てれび戦士：池村咲良、渡辺大馳
- 指導：魚住稿
- 場所：東京都小平市
- 協力：ソイエ葛飾
- 前編：2024年7月08日 月曜
- 後編：2024年7月15日 月曜
- 出典：[* 137][* 140]

関連番組
- 番組：ハートネットTV「フクチッチ パラリンピック 前編」
- 日時：2024年7月01日 月曜 20:00 - 20:30
- 出典：[582][583][584][585]

### 淡路人形浄瑠璃
- 初回放送日：2025年07月07日 月曜
- テーマ：人形浄瑠璃
- サブタイトル
  - 淡路人形浄瑠璃の言葉を調査
  - 淡路人形浄瑠璃でネクタリン!
- ことば：コザルを引いてボーアシしてケレンミを出してや!
  - コザル（小ザル） - 頭についている仕掛けを動かすためのレバー
  - ボーアシ（棒足） - 足を大きく踏み出す人形の決めポーズ
  - ケレンミ（ケレン味） - 観客を楽しませる演出
- てれび戦士
  -     香月萌衣
  -     廣末裕理
  -     清水瞳
- 場所：兵庫県南あわじ市
- 指導
  - 淡路人形座
  - 南あわじ市立南淡中学校 郷土芸能部
- ナレーション：堀井美香
- 出典：[* 232]

関連番組
- 番組：リブラブひょうご
- 制作：NHK神戸放送局
- 放送：兵庫県域 NHK総合テレビ
- 日時：2025年07月01日 火曜 18:30 - 19:00
- 出典：[586]

## 天てれ探偵団
天てれ探偵団（TENTERE TANTEIDAN）は、2024年度と2025年度に放送された科学コーナー。
気になる謎を解明すべく、なかなか入れない場所で徹底調査。

### 宇宙研究の最前線を調査
- 初回放送日：2024年10月28日 月曜
- タイトル：宇宙研究の最前線を調査
- 場所：JAXA相模原キャンパス
- ジオビー：前田裕太
- てれび戦士：大野冴姫、渡辺大馳、ポン璃菜アメリー
- ナレーション：堀井美香
- サブタイトル
  - 月ってどんなところ?
  - 星のかけらの秘密とは?
- 出典：[* 158]

### 地球以外に生命はいるの?
- 初回放送日：2024年12月16日 月曜
- タイトル：地球以外に生命はいるの?
- 場所：国立天文台
- てれび戦士：大野冴姫、渡辺大馳、ポン璃菜アメリー
- ナレーション：堀井美香
- サブタイトル
  - 太陽を調査!
  - 宇宙のすごい写真を調査!
- 出典：[* 173]

### お札工場
- 初回放送日：2025年02月24日 月曜
- タイトル：お札工場
- 場所：国立印刷局
- てれび戦士：ハフォード健汰朗、渡辺大馳
- ナレーション：木村昴
- サブタイトル
  - お札の「顔」になりたい!
  - 調査!お札ってどうやって造るの?
  - 調査!ニセ札を造らせない工夫
  - 調査!お札をデザインする人って?
- 出典：[* 195]

### 恐竜王国福井
- 初回放送日：2025年05月13日 火曜
- タイトル：恐竜王国福井
- 場所
  - 福井駅
  - 福井県立恐竜博物館
- てれび戦士：渡辺大馳、浅沼心
- ナレーション：堀井美香
- サブタイトル
  - 「恐竜のナゾ」に迫る!
  - 恐竜ってどんな生き物?
  - 恐竜の歯のヒミツ
  - 福井はなぜ恐竜王国?
  - レアもの化石を探し出せ!
- 出典：[* 218]

関連番組
- 番組：ニュースザウルスふくい「恐竜学」
- 制作：NHK福井放送局
- 放送：福井県域 NHK総合テレビ
- 日時：2025年06月02日 月曜 18:10 - 18:59
- 出典：[587]

## 天てれそもそもツアーズ
天てれそもそもツアーズは、2025年度に放送された地理歴史コーナー。
てれび戦士が、いろいろな物事の「そもそも」を探る旅に出る。
ナレーションは堀井美香。

### ソーラン節
- 初回放送日
  - 前編：2025年04月08日 火曜
  - 後編：2025年04月15日 火曜
- タイトル：北海道でソーラン節のそもそも探し
- テーマ：ソーラン節
- 場所：北海道
- てれび戦士
  -     池村咲良
  -     寺尾佳之助
  -     中嶋スミレ
- 出典：[* 206][* 209][588]

前編
- 詳しい人に会いに行く!
  - 場所：札幌市
  - 指導：モリモリ博士
- ソーラン節に関係のある魚を調査!
  - 場所：小樽市
  - テーマ：ニシン

後編
- ソーラン節の元になった歌を探す!
  - 場所：積丹町
  - テーマ：鰊場音頭
- かっこいいソーラン節の踊り方!
  - 指導：モリモリ博士
- 地元の小学生とソーラン節を踊る
  - 場所：余市町 余市町立黒川小学校

### ラジオ
- 初回放送日
  - 前編：2025年05月26日 月曜
  - 後編：2025年06月02日 月曜
- テーマ：ラジオ
- 関連：放送100年プロジェクト
- てれび戦士：大野冴姫、ハフォード健汰朗
- 出典：[* 220][* 223][589]

前編
- NHKでラジオのそもそも探し
  - 場所：東京都渋谷区 NHK放送センター
  - 指導：高山哲哉
- 奄美大島でラジオの楽しさを発見!
  - 場所：鹿児島県奄美大島
  - 指導：あまみエフエム（渡陽子、麓憲吾）

後編
- サキ&ハフォードがラジオに挑戦!
  - 指導：高山哲哉
  - 出演：前田裕太、太田帯行、金児莉良

関連番組
- 番組：まんまる
- 放送：NHKラジオ第1
- 日時：2025年05月21日 水曜 14:05 - 14:55
- 出演：大野冴姫、ハフォード健汰朗、堀井美香、高山哲哉
- 出典：[590]

## ジオゲークラブ
| 年度別 | 2023 - 2024 - 2025 |

2024年度 - 2025年度。火曜日と水曜日の番組冒頭に放送。司会はティモンディ。放送尺は6分50秒。
てれび戦士が番組オリジナルのゲーム「ジオゲー」で対決・協力して団結力を強める。

### ジオゲー解説
やればできる!全員チャレンジ
ジオチームの団結力を高める全員協力のジオゲー。
天てれデュエル
あるテーマでてれび戦士どうしが決闘する。
ウソつきゾンビあてっこ
2チームに分かれて、相手チームにまぎれたウソをついているメンバーを当てる。
なんでやねんゲーム
お題にあう単語を順番に答えていく。お題と違う単語が出たら素早くツッコミ。一番早くツッコミを入れた人に1ポイント獲得。お題と違う単語を言って誰にもツッコミを入れられなかったら1ポイント獲得。2ポイント獲得で勝ち抜け、最後まで残った2人が負け。
高岸の壁
運動神経抜群のジオ高岸にてれび戦士が挑む。
オトして!ジオ前田
ジオ前田にてれび戦士を面白くオトしてもらう。
3位をねらえ!
お題にあった答えを五十音順に並べて3番目の人が勝利。
ならんでなんでもランキング
日常生活や感覚をヒントにてれび戦士とジオビーをランキング。話し合いだけで予想し順位を当てられたら成功。
ジオ高岸であそぼう!高岸ランド
ジオ高岸が「アトラクション」となって、みんなを楽しませる。
ジオ前田兄さんの早うち!おなやみ相談
お悩み解決が上手なジオ前田にてれび戦士の悩みを素早く解決してもらう。
あべこべ高岸
「小さい高岸」→こぶしをつき上げ 大声で「やればできる!」
「大きい高岸」→いいね!を作って 小声で「やればできる…」
「あべこべ高岸」→首をふって「やってもできない」
つんで!はしって!バランスリレー
おぼんにトイレットペーパーを積んで障害物コースを進む。折り返し地点でトイレットペーパーを1つ追加。落としたらチーム全員で拾う。
天てれ遊び王
定番の遊びで、てれび戦士の遊び王を決める。

### ジオゲー2024年度
| 2024年   | 内容 | 注釈       | 出典      |
| -------- | --- | ---------- | --------- |
| 04月02日 | 一致団結!絆チャレンジゲーム! - 以心伝心!イラスト→漢字伝言ゲーム - カメラ前で決めろ!インパクトてんびんリレー - 超KIZUNA引きバトル | [ 注 179 ] | [ * 108 ] |
| 04月03日 | やればできる!全員チャレンジ - シーツ引きぬき - ボールキャッチリレー                                                              | [ 注 180 ] | [ * 109 ] |
| 04月09日 | 天てれデュエル ハフォード「首」                                                                                                  | [ 注 181 ] | [ * 111 ] |
| 04月10日 | 天てれデュエル タイアン「ツッコミ」                                                                                              | [ 注 182 ] | [ * 112 ] |
| 04月16日 | ウソつきゾンビあてっこ - ぐるぐるバットしてないのは? - 梅干しを食べてないのは?                                                   | [ 注 183 ] | [ * 114 ] |
| 04月17日 | なんでやねんゲーム「空をとぶもの」                                                                                               | [ 注 184 ] | [ * 115 ] |
| 04月23日 | 高岸の壁 - ポン「トイレットペーパーバランス」 - ミオ「背筋早口ことば」                                                           | [ 注 185 ] | [ * 117 ] |
| 04月24日 | オトして!ジオ前田 - あいうえお作文 ケイノスケが言いそうなこと - ものがたリレー 昔話「高岸ポジ太郎」                              | [ 注 186 ] | [ * 118 ] |
| 05月07日 | ウソつきゾンビあてっこ - ウソつき重い荷物 - ウソつきこちょこちょ                                                                 | [ 注 187 ] | [ * 120 ] |
| 05月08日 | 3位をねらえ!「文ぼう具」「都道府県」                                                                                             | [ 注 188 ] | [ * 121 ] |
| 05月14日 | やればできる!全員チャレンジ - ボールキャッチリレー                                                                               | [ 注 189 ] | [ * 123 ] |
| 05月15日 | 天てれデュエル ユウリ「後ろ回り」                                                                                                | [ 注 190 ] | [ * 124 ] |
| 05月28日 | やればできる!全員チャレンジ - はしつかみリレー                                                                                   | [ 注 191 ] | [ * 126 ] |
| 05月29日 | 天てれデュエル ジョシュア「シュート」                                                                                            | [ 注 192 ] | [ * 127 ] |
| 06月04日 | 高岸の壁「スポンジボール野球」                                                                                                   | [ 注 193 ] | [ * 129 ] |
| 06月05日 | オトして!ジオ前田 - あいうえお作文 ケイノスケで紹介文を作って! - ものがたリレー 昔話「ケイノスケ物語」                           | [ 注 194 ] | [ * 130 ] |
| 06月18日 | ウソつきゾンビあてっこ - ウソつき激すっぱいリンゴ酢 - ウソつきくさいぞうきん                                                     | [ 注 195 ] | [ * 132 ] |
| 06月19日 | やればできる!全員チャレンジ - ボールキャッチリレー                                                                               | [ 注 196 ] | [ * 133 ] |
| 06月25日 | ならんでなんでもランキング - おふろに入っている時間 - ダンボールの重さ                                                           | [ 注 197 ] | [ * 135 ] |
| 06月26日 | ジオ高岸であそぼう!高岸ランド - ピッタリ当ててね!ぼくの好きなもの - なんて書いてある?早読みバトル                                | [ 注 198 ] | [ * 136 ] |
| 07月09日 | 天てれデュエル サキ「パワー」 | [ 注 199 ] | [ * 138 ] |
| 07月10日 | 天てれデュエル ハフォード「首2」                                                                                                 | [ 注 200 ] | [ * 139 ] |
| 07月16日 | 3位をねらえ!「色」「すし」 | [ 注 201 ] | [ * 141 ] |
| 07月17日 | オトして!ジオ前田 - あいうえお作文 「もりたけみお」で紹介文を作って! - ものがたリレー 日本に古くから伝わる「ハフォード首太郎」   | [ 注 202 ] | [ * 142 ] |
| 09月17日 | やればできる!全員チャレンジ - ボールキャッチリレー 4球に挑戦!                                                                    | [ 注 203 ] | [ * 147 ] |
| 09月18日 | ジオ前田兄さんの早うち!おなやみ相談                                                                                              | [ 注 204 ] | [ * 148 ] |
| 09月24日 | 天てれデュエル 「首3」 | [ 注 205 ] | [ * 150 ] |
| 09月25日 | ウソつきゾンビあてっこ - ウソつき片足立ち - ウソつきおもり                                                                       | [ 注 206 ] | [ * 151 ] |
| 10月08日 | あべこべ高岸 | [ 注 207 ] | [ * 153 ] |
| 10月09日 | ならんでなんでもランキング - 回転ずしでたくさん食べた順 - 砂糖水があまい順                                                       | [ 注 208 ] | [ * 154 ] |
| 10月15日 | ジオ高岸であそぼう!高岸ランド - ポーズでまたぬきバトル                                                                           | [ 注 209 ] | [ * 156 ] |
| 10月16日 | 3位をねらえ!「体の部位」「都道府県（5位）」                                                                                      | [ 注 210 ] | [ * 157 ] |
| 10月29日 | やればできる!全員チャレンジ - オノマトペ1周チャレンジ                                                                            | [ 注 211 ] | [ * 159 ] |
| 10月30日 | 3位をねらえ!「スポーツ」「野菜と果物（5位）」                                                                                    | [ 注 212 ] | [ * 160 ] |
| 11月19日 | ジオ高岸であそぼう!高岸ランド - ポーズでまたぬきバトル                                                                           | [ 注 213 ] | [ * 165 ] |
| 11月20日 | あべこべ高岸 | [ 注 214 ] | [ * 166 ] |
| 11月26日 | 天てれデュエル ポン「大人」 | [ 注 215 ] | [ * 168 ] |
| 11月27日 | ならんでなんでもランキング - 朝の準備が早い順 - ダンボール軽い順                                                                 | [ 注 216 ] | [ * 169 ] |
| 12月10日 | ジオ前田兄さんの早うち!おなやみ相談                                                                                              | [ 注 217 ] | [ * 171 ] |
| 12月11日 | つんで!はしって!バランスリレー                                                                                                   | [ 注 218 ] | [ * 172 ] |
| 12月17日 | チーム対抗おえかきリレー | [ 注 219 ] | [ * 174 ] |
| 12月18日 | あべこべ高岸 | [ 注 220 ] | [ * 175 ] |
| 12月25日 | 3位をねらえ!「職業」 たったひとりの1位をねらえ!「都道府県」                                                                      | [ 注 221 ] | [ * 178 ] |
| 2025年   | 内容 | 注釈       | 出典      |
| 01月14日 | ウソつきゾンビあてっこ - ウソつき竹馬 - ウソつきぬいぐるみ                                                                       | [ 注 222 ] | [ * 180 ] |
| 01月15日 | オノマトペ1周チャレンジ | [ 注 223 ] | [ * 181 ] |
| 01月21日 | 天てれデュエル ルナ「顔」 | [ 注 224 ] | [ * 183 ] |
| 01月22日 | 初めて食べるものどーれ? | [ 注 225 ] | [ * 184 ] |
| 01月28日 | 3位をねらえ!「おにぎりの具」 たったひとりの1位をねらえ!「数字」                                                                  | [ 注 226 ] | [ * 187 ] |
| 01月29日 | ジオ高岸であそぼう!高岸ランド - ジオ高岸またぬきバトル                                                                           | [ 注 227 ] | [ * 188 ] |
| 02月04日 | オノマトペ1周チャレンジ | [ 注 228 ] | [ * 190 ] |
| 02月05日 | つんで!はしって!バランスリレー                                                                                                   | [ 注 229 ] | [ * 191 ] |
| 02月18日 | チーム対抗おえかきリレー | [ 注 230 ] | [ * 193 ] |
| 02月19日 | 天てれ遊び王 あっちむいてホイ | [ 注 231 ] | [ * 194 ] |
| 02月25日 | あべこべ高岸 | [ 注 232 ] | [ * 196 ] |
| 02月26日 | 天てれデュエル 首デュエル 年間王者決定戦!                                                                                        | [ 注 233 ] | [ * 197 ] |

### ジオゲー2025年度
| 2025年   | 内容                                                                              | 注釈       | 出典      |
| -------- | --------------------------------------------------------------------------------- | ---------- | --------- |
| 04月02日 | やればできる!けん玉全員チャレンジ                                                 | [ 注 234 ] | [ * 204 ] |
| 04月08日 | 新てれび戦士イチオシプレゼン（前編）                                              | [ 注 235 ] | [ * 206 ] |
| 04月09日 | 新てれび戦士イチオシプレゼン（後編）                                              | [ 注 236 ] | [ * 207 ] |
| 04月15日 | ジオ高岸であそぼう!高岸ランド - 殿を起こすな!忍者チャレンジ                       | [ 注 237 ] | [ * 209 ] |
| 04月16日 | あべこべ高岸                                                                      | [ 注 238 ] | [ * 210 ] |
| 04月22日 | 学年対抗!しりとりタイムレース                                                     | [ 注 239 ] | [ * 212 ] |
| 04月23日 | 学年対抗!おえかきリレー                                                           | [ 注 240 ] | [ * 213 ] |
| 05月06日 | 天てれデュエル 首デュエル                                                         | [ 注 241 ] | [ * 215 ] |
| 05月07日 | あべこべ高岸                                                                      | [ 注 242 ] | [ * 216 ] |
| 05月13日 | つんで!はしって!バランスリレー                                                    | [ 注 243 ] | [ * 218 ] |
| 05月14日 | 順位をねらえ! - 7位をねらえ!「給食メニュー」 - 1位をねらえ!「数字」               | [ 注 244 ] | [ * 219 ] |
| 05月27日 | 天てれ遊び王 天てれ指王                                                           | [ 注 245 ] | [ * 221 ] |
| 05月28日 | ならんでなんでもランキング - 夜寝る時間 - 気軽に遊ぼうと誘える友達の数            | [ 注 246 ] | [ * 222 ] |
| 06月03日 | 全員起立チャレンジ                                                                | [ 注 247 ] | [ * 224 ] |
| 06月04日 | ジオ高岸であそぼう!高岸ランド - 殿を起こすな!忍者チャレンジ                       | [ 注 248 ] | [ * 225 ] |
| 06月17日 | やればできる!けん玉全員チャレンジ                                                 | [ 注 249 ] | [ * 227 ] |
| 06月18日 | 以心伝心漢字バトル                                                                | [ 注 250 ] | [ * 228 ] |
| 06月25日 | 天てれ遊び王 手のひらバランス王                                                   | [ 注 251 ] | [ * 231 ] |
| 07月08日 | 学年対抗!しりとりタイムレース                                                     | [ 注 252 ] | [ * 233 ] |
| 07月09日 | おえかきリレー                                                                    | [ 注 253 ] | [ * 234 ] |
| 07月15日 | 順位をねらえ! - 7位をねらえ!「子どもに人気のおやつ」 - 1位をねらえ!「身体の部位」 | [ 注 254 ] | [ * 236 ] |
| 07月16日 | 天てれ最強コンビを目指せ!二人三脚バトル                                           | [ 注 255 ] | [ * 237 ] |

## 喫茶チャノマ
2024年度と2025年度の火曜日に放送。放送尺は5分10秒。ナレーションは桐谷蝶々。
てれび戦士と茶の間戦士がおしゃべりする喫茶店。
| 2024年   | テーマ | てれび戦士                                 | ジオビー           | 出典      |
| -------- | --- | ------------------------------------------ | ------------------ | --------- |
| 04月09日 | 小学5年女子 クラゲ かわいくて不思議!クラゲ | 盛武美音 金児莉良 ハフォード健汰朗         | 荒川               | [ * 111 ] |
| 04月16日 | おたより大しょうかいスペシャル! - ネクタリンの自由ダンスは何をイメージしているの? - 学校の七不思議がこわくなくなる方法は? - 苦手な食べ物はどうしたらこくふくできる? | 新井琉月 大野冴姫 渡辺大馳                 | 荒川               | [ * 114 ] |
| 04月23日 | 小学4年女子 平安時代 平安時代の漢字あそび へんつぎにチャレンジ | 江口慶 香月萌衣 金児莉良                   | 荒川               | [ * 117 ] |
| 05月07日 | 小学2年男子 エレベーター エレベーターのひみつを見学 場所：東京都府中市 東芝エレベータ                                                                               | 池村咲良                                   | ※あんない役 松村修 | [ * 120 ] |
| 05月14日 | 小学2年男子 エレベーター エレベーターのひみつを見学 場所：東京都府中市 東芝エレベータ                                                                               | 池村咲良                                   | ※あんない役 松村修 | [ * 123 ] |
| 10月08日 | 小学3年女子 人体のふしぎ 人体クイズにチャレンジ | 池村咲良 ヌワエメジョシュア 渡辺大馳       | チャンカワイ       | [ * 153 ] |
| 10月15日 | 小学4年女子 ウミウシ カラフルでカタチもいろいろ 「海の宝石」ウミウシを語ろう                                                                                        | 松尾そのま 金児莉良 寺尾佳之助             | チャンカワイ       | [ * 156 ] |
| 10月29日 | 中学1年女子1人 小学4年女子2人 ジオ物語 ジオ物語をアツく語ろう! | 丸山煌翔 江口慶 香月萌衣                   | チャンカワイ       | [ * 159 ] |
| 11月05日 | 中学1年女子、小学3年女子 かけっこ 勝つのはどっち?!「天てれリレー」                                                                                                  | 渡辺大馳 ポン璃菜アメリー                  | ショーゴ           | [ * 162 ] |
| 12月10日 | 名古屋市立西築地小学校 ちぃあわせ音頭 運動会でちぃあわせ音頭をおどろう                                                                                              | 池村咲良 盛武美音 寺尾佳之助               | チャンカワイ       | [ * 171 ] |
| 2025年   | テーマ | てれび戦士                                 | ジオビー           | 出典      |
| 01月14日 | 小学4年男子 落語 落語のおもしろさ みんなで体験してみよう | 池村咲良 江口慶 太田帯行                   | チャンカワイ       | [ * 180 ] |
| 01月21日 | 小学3年女子 金魚 かわいい!金魚の世界 | 大野冴姫 ハフォード健汰朗 ポン璃菜アメリー | チャンカワイ       | [ * 183 ] |
| 01月28日 | セレクション エレベーター前編（2024年5月7日） | 池村咲良                                   | ※あんない役 松村修 | [ * 187 ] |
| 02月04日 | セレクション エレベーター後編（2024年5月14日） | 池村咲良                                   | ※あんない役 松村修 | [ * 190 ] |
| 02月18日 | 小学2年女子 音読 音読のコツをレッスン | 盛武美音                                   | ※指導 堀井美香     | [ * 193 ] |
| 04月08日 | あの人に会いたい!「アンミカ」第1回 - いつからポジティブに? - ポジティブの秘けつ                                                                                     | 太田帯行 金児莉良 廣末裕理 清水瞳          | ※進行 太田帯行     | [ * 206 ] |
| 04月15日 | あの人に会いたい!「アンミカ」第2回 アンミカさんにお悩み相談 | 太田帯行 金児莉良 廣末裕理 清水瞳          | ※進行 太田帯行     | [ * 209 ] |
| 05月13日 | あの人に会いたい!「アンミカ」第3回 こんなときアンミカさんならなんて言う?!                                                                                           | 太田帯行 金児莉良 廣末裕理 清水瞳          | ※進行 太田帯行     | [ * 218 ] |
| 06月17日 | 特技対決チャノマコロシアム タイアンの特技「消しゴム落とし」 茨城県 小学4年男子                                                                                      | 池村咲良 太田帯行 寺尾佳之助               | 小島よしお         | [ * 227 ] |
| 07月08日 | 特技対決チャノマコロシアム サクラの特技「はし」 滋賀県 小学3年女子                                                                                                  | 池村咲良 金児莉良 廣末裕理                 | 小島よしお         | [ * 233 ] |

## ジオビーの家
2023年度 - 2025年度の水曜日に放送。放送尺は2023年度が14分55秒、2024年度と2025年度が15分55秒。
『Let's天才てれびくん』「博士と助手（オリエンタルラジオ）」、『天才てれびくんYOU』「研究室（千鳥）」、『天才てれびくんhello,』「ゲームルーム」の路線を継承するスタジオ挑戦コーナー。
司会を担当するジオビーは霜降り明星、マヂカルラブリー、和牛（2023年度）、蛙亭（2024年度 - 2025年度）。
企画
- 指プル
- ワールドゲームセンター → 天てれ世界の遊びをやってみよう
- ビシッと決めろ決断ロード!
- いきものスゴロク
- オリジナルカードバトル スージー!
- AIとあそノロジー!
- ワードビルダー!
- チーム対抗 てれび戦士プレゼンバトル
- 早口ことば道!
- カラダウト
- 天てれほめラップバトル
- クイズ!音のさまとおひ目さま!
- 天てれ鑑定団
- 天てれスクープインタビュー
- からだことばゲーム
- タイパパニック
- 天てれ!コロピタ坂
- やることやってカラオケ
- スーパー実験マーケット
- たたいて!もぐって!モグラッシュ!
- クイズQアナウメくん

## 指プル
2022年度 - 2025年度のゲーム企画。監修は市岡元気。
2022年度は『天才てれびくんhello,』「ゲームルーム」、2023年度以降は水曜日の「ジオビーの家」および視聴者参加企画として放送。
コーナー名称は2022年度が「指プルタイムトライアル」、2023年度初回が「指プルタイムトライアルセカンドシーズン」、2023年度の第2回以降は「指プル2」のコーナーロゴが表示される。
2024年7月10日から「指プル3」、正式名称「指プルタイムトライアルシーズン3」の放送開始。
視聴者参加の対象年齢は小学1年から中学3年。

## エナジー道場
| 期間別 | hello, - ジオ |

エナジー道場（エナジーどうじょう）は、2023年4月3日からNHK Eテレのテレビ番組『天才てれびくん』で放送されている視聴者参加型リモコンゲームの世界観。「木曜LIVE」との連動企画。

### 概要
データ放送を活用した『天才てれびくん』視聴者参加型リモコンゲーム第4弾。
- 舞台：オウリン宮殿 エナジー道場
- 司会：王林（エナジーマスター オウリン先生）
- ナレーション：小林優子

エンディングテーマと次回予告の間に放送され、放送尺は2023年度が3分30秒、2024年度と2025年度が4分。
2023年10月以降は、てれび戦士が毎回出演している。

### ゲーム解説
やじるしダンジョン

発車オーライ!くっつきワード
文字の列車とイラストの貨車を繋げて単語を作る。6月の放送からは複数解答が存在するようになり、更に9月の放送からは文字の列車が無くなり、イラスト同士の連結問題も存在するようになった。
おぼえて!ペインティング
画面に出てくる動物とその模様を憶えて、何の動物が、どんな模様だったかを塗っていく。
発見!もじもじジャングル
6文字×10文字の文字パネルの中から指定されたもの（3文字の虫の名前を3つなど）を探す。
射止めろ!しりとりキューピッド
ルールは「発車オーライ!くっつきワード」と同じ。複数解答存在する場合もある。
これ何!?シルエットパズル
右側に表れてるシルエットの絵を左側にあるピースでジグソーパズルのようにはめて完成させる。一定時間になるとヒントが出る。
主演はオウリン!クイズ熱演アドリブショー
王林がジェスチャーゲームをやって何をしているのかを当てるゲーム。たまに助演としててれび戦士が出演する場合がある。
ペタペタオウリン
ルールや内容はhello,の「ペタペタみやぞん」と同じだが、隠れているのがみやぞんから王林に変更されている。なお、みやぞん時代とは異なり、全て選ばなくてもエナジーは貰える。ただし、違うマスを選ぶと不正解になる。
何がいる?イラストかくれんぼ
感覚としてはhello,の「ホニャララのちょっといいとこ見てみたい」と同じ。マスで埋められたイラストに十字ボタンから決定ボタンを撃って消していき、仲間外れの動物を答える。
よく見て!アクション&リアクション
感覚としてはhello,の「一撃!早押しグランプリ」と同じ。
なぞなぞシルエット
なぞなぞの答えに合ったイラストのシルエットを答える。
きおくりょくそうさかん
感覚としては「おぼえて!ペインティング」と同じ。犯人が盗んだものを答える。
ジワジワオウリン
「ペタペタオウリン」の難易度高め版。基本ルールは「ペタペタオウリン」と同じで隠れているオウリンをペタペタするが、最初は何の変哲もない普通の写真からスタートする。
だじゃれ文字パズル
操作方法は「これ何!?シルエットパズル」と同じ。文字を並べ替えてダジャレを作る。
ジグソーフォトパズル

たたいて発見!トレジャーハンター
2024年度開始。2×3マスの中にお題に合った物を探す。
イラストレーターオウリン
2024年度開始。
正しく直そう!文字メーカー
2024年度開始。
3回言える?早口ことばチャレンジ
2024年度開始。王林（またはてれび戦士）が早口言葉を3回言えるかどうかを予想する。早口言葉に使っているイラストは大谷健太が制作。
たたいて探せ!はっくつクイズ
2024年度開始。
ひらめき!足し算ワード
2024年度開始。
かこんでオウリン
2024年度開始。
あおいでみいつけろ!パタパタクイズ
2024年度開始。
ネコちゃんどーこだ
2024年度開始。
どきどき!あみだクエスト
2024年度開始。
おぼえて!メモリーターゲット
2024年度開始。
食べてけして!もぐもぐクイズ
2024年度開始。
照らしてオウリン
2025年度開始。
ものしりシュート
2025年度開始。
どこにいれる?オウリンファクトリー
2025年度開始。
かさねて!パーフェクトシェフ
2025年度開始。
仕分けて!?オウリン
2025年度開始。

### 2023年度 放送日程
- 放送尺：3分30秒
- 放送枠：月曜 - 水曜
  - 番組開始：21分15秒 - 24分45秒
  - 開始時刻：17時56分15秒すぎ [注 256]

| 放送日         | ゲーム                                  | てれび戦士             | 注釈       |
| -------------- | --------------------------------------- | ---------------------- | ---------- |
| 2023年04月03日 | やじるしダンジョン                      |                        | [ 注 257 ] |
| 2023年04月04日 | 発車オーライ!くっつきワード             |                        | [ 注 258 ] |
| 2023年04月05日 | おぼえて!ペインティング                 |                        | [ 注 259 ] |
| 2023年04月10日 | 発見!もじもじジャングル                 |                        | [ 注 260 ] |
| 2023年04月11日 | 射止めろ!しりとりキューピッド           |                        | [ 注 261 ] |
| 2023年04月12日 | これ何!?シルエットパズル                |                        | [ 注 262 ] |
| 2023年04月17日 | やじるしダンジョン                      |                        | [ 注 263 ] |
| 2023年04月18日 | 発車オーライ!くっつきワード             |                        | [ 注 264 ] |
| 2023年04月19日 | おぼえて!ペインティング                 |                        | [ 注 265 ] |
| 2023年04月24日 | 発見!もじもじジャングル                 |                        | [ 注 266 ] |
| 2023年04月25日 | 射止めろ!しりとりキューピッド           |                        | [ 注 267 ] |
| 2023年04月26日 | これ何!?シルエットパズル                |                        | [ 注 268 ] |
| 2023年05月08日 | 発見!もじもじジャングル                 |                        | [ 注 269 ] |
| 2023年05月09日 | 主演はオウリン!クイズ熱演アドリブショー |                        | [ 注 270 ] |
| 2023年05月10日 | おぼえて!ペインティング                 |                        | [ 注 271 ] |
| 2023年05月15日 | ペタペタオウリン                        |                        | [ 注 272 ] |
| 2023年05月16日 | 射止めろ!しりとりキューピッド           |                        | [ 注 273 ] |
| 2023年05月17日 | これ何!?シルエットパズル                |                        | [ 注 274 ] |
| 2023年05月29日 | 発見!もじもじジャングル                 |                        | [ 注 275 ] |
| 2023年05月30日 | 主演はオウリン!クイズ熱演アドリブショー |                        | [ 注 276 ] |
| 2023年05月31日 | おぼえて!ペインティング                 |                        | [ 注 277 ] |
| 2023年06月05日 | ペタペタオウリン                        |                        | [ 注 278 ] |
| 2023年06月06日 | 射止めろ!しりとりキューピッド           |                        | [ 注 279 ] |
| 2023年06月07日 | これ何!?シルエットパズル                |                        | [ 注 280 ] |
| 2023年06月19日 | ペタペタオウリン                        |                        | [ 注 281 ] |
| 2023年06月20日 | 発車オーライ!くっつきワード             | 渡辺大馳               | [ 注 282 ] |
| 2023年06月21日 | 何がいる?イラストかくれんぼ             |                        | [ 注 283 ] |
| 2023年06月26日 | よく見て!アクション&リアクション        |                        | [ 注 284 ] |
| 2023年06月27日 | 主演はオウリン!クイズ熱演アドリブショー |                        | [ 注 285 ] |
| 2023年06月28日 | これ何!?シルエットパズル                | シェパード龍アーサー   | [ 注 286 ] |
| 2023年07月10日 | ペタペタオウリン                        |                        | [ 注 287 ] |
| 2023年07月11日 | 発車オーライ!くっつきワード             | 金児莉良               | [ 注 288 ] |
| 2023年07月12日 | おぼえて!ペインティング                 |                        | [ 注 289 ] |
| 2023年07月17日 | よく見て!アクション&リアクション        |                        | [ 注 290 ] |
| 2023年07月18日 | 主演はオウリン!クイズ熱演アドリブショー |                        | [ 注 291 ] |
| 2023年07月19日 | これ何!?シルエットパズル                | 筧礼                   | [ 注 292 ] |
| 2023年09月04日 | 発見!もじもじジャングル                 | 金児莉良               | [ 注 293 ] |
| 2023年09月05日 | なぞなぞシルエット                      |                        | [ 注 294 ] |
| 2023年09月06日 | 主演はオウリン!クイズ熱演アドリブショー | 筧礼                   | [ 注 295 ] |
| 2023年09月11日 | よく見て!アクション&リアクション        |                        | [ 注 296 ] |
| 2023年09月12日 | 発車オーライ!くっつきワード             | 丸山煌翔               | [ 注 297 ] |
| 2023年09月13日 | きおく力そうさかん                      |                        | [ 注 298 ] |
| 2023年09月25日 | 発見!もじもじジャングル                 | 丸山煌翔               | [ 注 299 ] |
| 2023年09月26日 | なぞなぞシルエット                      |                        | [ 注 300 ] |
| 2023年09月27日 | おぼえて!ペインティング                 |                        | [ 注 301 ] |
| 2023年10月02日 | よく見て!アクション&リアクション        | 大野冴姫               | [ 注 302 ] |
| 2023年10月03日 | 発車オーライ!くっつきワード             | 江口慶                 | [ 注 303 ] |
| 2023年10月04日 | きおく力そうさかん                      | 香月萌衣               | [ 注 304 ] |
| 2023年10月16日 | ジワジワオウリン                        | 江口慶                 | [ 注 305 ] |
| 2023年10月17日 | 射止めろ!しりとりキューピッド           | 香月萌衣               | [ 注 306 ] |
| 2023年10月18日 | これ何!?シルエットパズル                | 大野冴姫               | [ 注 307 ] |
| 2023年10月23日 | 発見!もじもじジャングル                 | 香月萌衣               | [ 注 308 ] |
| 2023年10月24日 | 主演はオウリン!クイズ熱演アドリブショー | 大野冴姫               |            |
| 2023年10月25日 | なぞなぞシルエット                      | 江口慶                 |            |
| 2023年11月13日 | ジワジワオウリン                        | 大野冴姫               |            |
| 2023年11月14日 | 射止めろ!しりとりキューピッド           | 江口慶                 |            |
| 2023年11月15日 | これ何!?シルエットパズル                | 香月萌衣               |            |
| 2023年11月20日 | なぞなぞシルエット                      | 廣末裕理               |            |
| 2023年11月21日 | 主演はオウリン!クイズ熱演アドリブショー | 廣末裕理               |            |
| 2023年11月22日 | だじゃれ文字パズル                      | 廣末裕理               |            |
| 2023年12月04日 | ペタペタオウリン                        | ポン璃菜アメリー       |            |
| 2023年12月05日 | ジグソーフォトパズル                    | 今野斗葵               |            |
| 2023年12月06日 | きおく力そうさかん                      | ポン璃菜アメリー       |            |
| 2023年12月11日 | なぞなぞシルエット                      | 今野斗葵               |            |
| 2023年12月12日 | 主演はオウリン!クイズ熱演アドリブショー | ポン璃菜アメリー       |            |
| 2023年12月13日 | だじゃれ文字パズル                      | 今野斗葵               |            |
| 2023年12月18日 | ペタペタオウリン                        | 廣末裕理               |            |
| 2023年12月19日 | ジグソーフォトパズル                    | ポン璃菜アメリー       |            |
| 2023年12月20日 | きおく力そうさかん                      | 今野斗葵               |            |
| 2024年01月15日 | きおく力そうさかん                      | 池村咲良               |            |
| 2024年01月16日 | 主演はオウリン!クイズ熱演アドリブショー | 丸山煌翔               |            |
| 2024年01月17日 | だじゃれ文字パズル                      | 小久保向一朗           |            |
| 2024年01月22日 | ジワジワオウリン                        | 小久保向一朗           |            |
| 2024年01月23日 | 主演はオウリン!クイズ熱演アドリブショー | 池村咲良               |            |
| 2024年01月24日 | だじゃれ文字パズル                      | 丸山煌翔               |            |
| 2024年01月29日 | きおく力そうさかん                      | 小久保向一朗、丸山煌翔 |            |
| 2024年01月30日 | だじゃれ文字パズル                      | 池村咲良               |            |
| 2024年01月31日 | ジワジワオウリン                        | 丸山煌翔               |            |
| 2024年02月05日 | きおく力そうさかん                      | シェパード龍アーサー   |            |
| 2024年02月06日 | 射止めろ!しりとりキューピッド           | 稲毛眞生               |            |
| 2024年02月07日 | ジグソーフォトパズル                    | 松尾そのま             |            |
| 2024年02月19日 | だじゃれ文字パズル                      | 稲毛眞生               |            |
| 2024年02月20日 | 射止めろ!しりとりキューピッド           | シェパード龍アーサー   |            |
| 2024年02月21日 | ジワジワオウリン                        | 松尾そのま             |            |
| 2024年02月26日 | きおく力そうさかん                      | 稲毛眞生               |            |
| 2024年02月27日 | だじゃれ文字パズル                      | 松尾そのま             |            |
| 2024年02月28日 | ジグソーフォトパズル                    | シェパード龍アーサー   |            |

### 2024年度 放送日程
- 放送尺：4分00秒
- 放送枠：月曜 - 水曜
  - 番組開始：24分45秒 - 28分45秒
  - 開始時刻：17時54分45秒すぎ [注 256]

| 放送日         | ゲーム                            | てれび戦士         | 注釈       |
| -------------- | --------------------------------- | ------------------ | ---------- |
| 2024年04月01日 | たたいて発見!トレジャーハンター   | 金児莉良           | [ 注 309 ] |
| 2024年04月02日 | イラストレーターオウリン          | 大野冴姫           | [ 注 310 ] |
| 2024年04月03日 | ジグソーフォトパズル              | ポン璃菜アメリー   | [ 注 311 ] |
| 2024年04月08日 | きおく力そうさかん                | 大野冴姫           | [ 注 312 ] |
| 2024年04月09日 | 正しく直そう!文字メーカー         | 渡辺大馳           | [ 注 313 ] |
| 2024年04月10日 | 3回言える?早口ことばチャレンジ    | 大野冴姫           | [ 注 314 ] |
| 2024年04月15日 | たたいて発見!トレジャーハンター   | 渡辺大馳           | [ 注 315 ] |
| 2024年04月16日 | イラストレーターオウリン          | ハフォード健汰朗   | [ 注 316 ] |
| 2024年04月17日 | ジグソーフォトパズル              | 金児莉良           | [ 注 317 ] |
| 2024年04月22日 | 正しく直そう!文字メーカー         | ポン璃菜アメリー   | [ 注 318 ] |
| 2024年04月23日 | 3回言える?早口ことばチャレンジ    | ハフォード健汰朗   | [ 注 319 ] |
| 2024年04月24日 | きおく力そうさかん                | 大野冴姫           | [ 注 320 ] |
| 2024年05月06日 | たたいて探せ!はっくつクイズ       | 盛武美音           | [ 注 321 ] |
| 2024年05月07日 | イラストレーターオウリン          | ヌワエメジョシュア | [ 注 322 ] |
| 2024年05月08日 | ジワジワオウリン                  | 香月萌衣           | [ 注 323 ] |
| 2024年05月13日 | だじゃれ文字パズル                | ヌワエメジョシュア | [ 注 324 ] |
| 2024年05月14日 | 3回言える?早口ことばチャレンジ    | 丸山煌翔           | [ 注 325 ] |
| 2024年05月15日 | 何がいる?イラストかくれんぼ       | 香月萌衣           | [ 注 326 ] |
| 2024年05月27日 | たたいて探せ!はっくつクイズ       | 丸山煌翔           | [ 注 327 ] |
| 2024年05月28日 | イラストレーターオウリン          | 盛武美音           | [ 注 328 ] |
| 2024年05月29日 | ジワジワオウリン                  | ヌワエメジョシュア | [ 注 329 ] |
| 2024年06月03日 | だじゃれ文字パズル                | 丸山煌翔           | [ 注 330 ] |
| 2024年06月04日 | 3回言える?早口ことばチャレンジ    | 香月萌衣           | [ 注 331 ] |
| 2024年06月05日 | 何がいる?イラストかくれんぼ       | 盛武美音           | [ 注 332 ] |
| 2024年06月17日 | 正しく直そう!文字メーカー         | 池村咲良           | [ 注 333 ] |
| 2024年06月18日 | きおく力そうさかん                | 太田帯行           | [ 注 334 ] |
| 2024年06月19日 | たたいて発見!トレジャーハンター   | 寺尾佳之助         | [ 注 335 ] |
| 2024年06月24日 | ひらめき!足し算ワード             | 新井琉月           | [ 注 336 ] |
| 2024年06月25日 | 3回言える?早口ことばチャレンジ    | 寺尾佳之助         | [ 注 337 ] |
| 2024年06月26日 | かこんでオウリン                  | 池村咲良           | [ 注 338 ] |
| 2024年07月08日 | 正しく直そう!文字メーカー         | 新井琉月           | [ 注 339 ] |
| 2024年07月09日 | きおく力そうさかん                | 池村咲良           | [ 注 340 ] |
| 2024年07月10日 | たたいて発見!トレジャーハンター   | 太田帯行           | [ 注 341 ] |
| 2024年07月15日 | ひらめき!足し算ワード             | 寺尾佳之助         | [ 注 342 ] |
| 2024年07月16日 | 3回言える?早口ことばチャレンジ    | 太田帯行           | [ 注 343 ] |
| 2024年07月17日 | かこんでオウリン                  | 新井琉月           | [ 注 344 ] |
| 2024年09月09日 | ひらめき!足し算ワード             | 太田帯行           | [ 注 345 ] |
| 2024年09月10日 | かこんでオウリン                  | 寺尾佳之助         | [ 注 346 ] |
| 2024年09月11日 | ジグソーフォトパズル              | 松尾そのま         | [ 注 347 ] |
| 2024年09月16日 | あおいでみいつけろ!パタパタクイズ | 盛武美音           | [ 注 348 ] |
| 2024年09月17日 | たたいて探せ!はっくつクイズ       | 盛武美音           |            |
| 2024年09月18日 | ジワジワオウリン                  | 大野冴姫           | [ 注 349 ] |
| 2024年09月23日 | たたいて探せ!はっくつクイズ       | 大野冴姫           | [ 注 350 ] |
| 2024年09月24日 | ジワジワオウリン                  | 渡辺大馳           | [ 注 351 ] |
| 2024年09月25日 | あおいでみいつけろ!パタパタクイズ | 渡辺大馳           | [ 注 352 ] |
| 2024年10月07日 | ネコちゃんどーこだ                | 寺尾佳之助         | [ 注 353 ] |
| 2024年10月08日 | かこんでオウリン                  | 松尾そのま         | [ 注 354 ] |
| 2024年10月09日 | ジグソーフォトパズル              | 太田帯行           | [ 注 355 ] |
| 2024年10月14日 | かこんでオウリン                  | 太田帯行           | [ 注 356 ] |
| 2024年10月15日 | ジグソーフォトパズル              | 寺尾佳之助         | [ 注 357 ] |
| 2024年10月16日 | ネコちゃんどーこだ                | 松尾そのま         | [ 注 358 ] |
| 2024年10月28日 | イラストレーターオウリン          | ハフォード健汰朗   | [ 注 359 ] |
| 2024年10月29日 | どきどき!あみだクエスト           | 池村咲良           | [ 注 360 ] |
| 2024年10月30日 | ひらめき!足し算ワード             | 江口慶             | [ 注 361 ] |
| 2024年11月05日 | 射止めろ!しりとりキューピッド     | ハフォード健汰朗   | [ 注 362 ] |
| 2024年11月18日 | イラストレーターオウリン          | 江口慶             | [ 注 363 ] |
| 2024年11月19日 | どきどき!あみだクエスト           | ポン璃菜アメリー   | [ 注 364 ] |
| 2024年11月20日 | ひらめき!足し算ワード             | ハフォード健汰朗   | [ 注 365 ] |
| 2024年11月25日 | たたいて発見!トレジャーハンター   | 池村咲良           |            |
| 2024年11月26日 | 射止めろ!しりとりキューピッド     | 江口慶             | [ 注 366 ] |
| 2024年11月27日 | ジワジワオウリン                  | ポン璃菜アメリー   | [ 注 367 ] |
| 2024年12月09日 | 3回言える?早口ことばチャレンジ    | 廣末裕理           | [ 注 368 ] |
| 2024年12月10日 | 何がいる?イラストかくれんぼ       | 池村咲良           | [ 注 369 ] |
| 2024年12月11日 | おぼえて!メモリーターゲット       | ヌワエメジョシュア | [ 注 370 ] |
| 2024年12月16日 | 射止めろ!しりとりキューピッド     | 金児莉良           |            |
| 2024年12月17日 | ネコちゃんどーこだ                | 池村咲良           | [ 注 371 ] |
| 2024年12月18日 | あおいでみいつけろ!パタパタクイズ | 廣末裕理           | [ 注 372 ] |
| 2025年01月13日 | 3回言える?早口ことばチャレンジ    | ヌワエメジョシュア |            |
| 2025年01月14日 | 何がいる?イラストかくれんぼ       | 金児莉良           |            |
| 2025年01月15日 | おぼえて!メモリーターゲット       | 池村咲良           |            |
| 2025年01月20日 | 射止めろ!しりとりキューピッド     | 廣末裕理           |            |
| 2025年01月21日 | ネコちゃんどーこだ                | 金児莉良           |            |
| 2025年01月22日 | あおいでみいつけろ!パタパタクイズ | ヌワエメジョシュア |            |
| 2025年01月27日 | どきどき!あみだクエスト           | 新井琉月           |            |
| 2025年01月28日 | たたいて発見!トレジャーハンター   | 渡辺大馳           |            |
| 2025年01月29日 | 食べてけして!もぐもぐクイズ       | 大野冴姫           |            |
| 2025年02月03日 | 食べてけして!もぐもぐクイズ       | 新井琉月           |            |
| 2025年02月04日 | たたいて発見!トレジャーハンター   | ポン璃菜アメリー   |            |
| 2025年02月05日 | だじゃれ文字パズル                | 太田帯行           |            |
| 2025年02月17日 | どきどき!あみだクエスト           | 大野冴姫           |            |
| 2025年02月18日 | たたいて発見!トレジャーハンター   | 太田帯行           |            |
| 2025年02月19日 | だじゃれ文字パズル                | 渡辺大馳           |            |
| 2025年02月24日 | たたいて発見!トレジャーハンター   | 池村咲良           |            |
| 2025年02月25日 | 射止めろ!しりとりキューピッド     | 新井琉月           |            |
| 2025年02月26日 | 食べてけして!もぐもぐクイズ       | 渡辺大馳           |            |

### 2025年度 放送日程
- 放送尺：4分00秒
- 放送枠：月曜 - 水曜
  - 番組開始：24分45秒 - 28分45秒
  - 開始時刻：17時54分45秒すぎ [注 256]

| 放送日         | ゲーム                            | てれび戦士         | 注釈       |
| -------------- | --------------------------------- | ------------------ | ---------- |
| 2025年03月31日 | 照らしてオウリン                  | ヌワエメジョシュア | [ 注 373 ] |
| 2025年04月01日 | イラストレーターオウリン          | 香月萌衣           | [ 注 374 ] |
| 2025年04月02日 | おぼえて!メモリーターゲット       | ハフォード健汰朗   | [ 注 375 ] |
| 2025年04月07日 | たたいて探せ!はっくつクイズ       | 太田帯行           | [ 注 376 ] |
| 2025年04月08日 | ものしりシュート                  | ヌワエメジョシュア | [ 注 377 ] |
| 2025年04月09日 | ジワジワオウリン                  | ハフォード健汰朗   | [ 注 378 ] |
| 2025年04月14日 | 照らしてオウリン                  | 香月萌衣           | [ 注 379 ] |
| 2025年04月15日 | イラストレーターオウリン          | ヌワエメジョシュア | [ 注 380 ] |
| 2025年04月16日 | おぼえて!メモリーターゲット       | 太田帯行           | [ 注 381 ] |
| 2025年04月21日 | たたいて探せ!はっくつクイズ       | ハフォード健汰朗   | [ 注 382 ] |
| 2025年04月22日 | ものしりシュート                  | 香月萌衣           | [ 注 383 ] |
| 2025年04月23日 | ジワジワオウリン                  | 太田帯行           | [ 注 384 ] |
| 2025年05月05日 | どこにいれる?オウリンファクトリー | 大野冴姫           | [ 注 385 ] |
| 2024年05月06日 | 正しく直そう!文字メーカー         | ポン璃菜アメリー   | [ 注 386 ] |
| 2025年05月07日 | ものしりシュート                  | 渡辺大馳           | [ 注 387 ] |
| 2025年05月12日 | たたいて発見!トレジャーハンター   | 渡辺大馳           |            |
| 2025年05月13日 | 照らしてオウリン                  | 中村幹太           |            |
| 2025年05月14日 | おぼえて!メモリーターゲット       | ポン璃菜アメリー   |            |
| 2025年05月26日 | どこにいれる?オウリンファクトリー | ポン璃菜アメリー   |            |
| 2024年05月27日 | 正しく直そう!文字メーカー         | 大野冴姫           |            |
| 2025年05月28日 | ものしりシュート                  | 中村幹太           |            |
| 2025年06月02日 | たたいて発見!トレジャーハンター   | 中村幹太           |            |
| 2025年06月03日 | 照らしてオウリン                  | 渡辺大馳           |            |
| 2025年06月04日 | おぼえて!メモリーターゲット       | 大野冴姫           |            |
| 2025年06月16日 | かさねて!パーフェクトシェフ       | 池村咲良           |            |
| 2025年06月17日 | 3回言える?早口ことばチャレンジ    | 浅沼心             |            |
| 2025年06月18日 | あおいでみいつけろ!パタパタクイズ | ヌワエメジョシュア |            |
| 2025年06月23日 | ひらめき!足し算ワード             | ヌワエメジョシュア |            |
| 2025年06月24日 | 仕分けて!?オウリン                | 池村咲良           |            |
| 2025年06月25日 | 射止めろ!しりとりキューピッド     | 平岡嘉人           |            |
| 2025年07月07日 | かさねて!パーフェクトシェフ       | 浅沼心             |            |
| 2025年07月08日 | 3回言える?早口ことばチャレンジ    | 平岡嘉人           |            |
| 2025年07月09日 | あおいでみいつけろ!パタパタクイズ | 池村咲良           |            |
| 2025年07月14日 | ひらめき!足し算ワード             | 平岡嘉人           |            |
| 2025年07月15日 | 仕分けて!?オウリン                | ヌワエメジョシュア |            |
| 2025年07月16日 | 射止めろ!しりとりキューピッド     | 浅沼心             |            |

## 2023年度以降のイベント
| 期間別 | hello, - ジオ |

### 種別
- 公開生放送
- スペシャルステージ
- 天才てれびくん×NHK for School展

### スペシャルステージ
| 開催日         | 市区町村             | 会場                               | 脚注      |
| -------------- | -------------------- | ---------------------------------- | --------- |
| 2023年04月23日 | 鹿児島県鹿児島市     | NHK鹿児島放送局                    | [ * 241 ] |
| 2023年04月30日 | 島根県松江市         | NHK松江放送局                      | [ * 242 ] |
| 2023年05月03日 | 福岡県福岡市中央区   | NHK福岡放送局                      | [ * 243 ] |
| 2023年05月21日 | 宮城県仙台市青葉区   | NHK仙台放送局                      | [ * 244 ] |
| 2023年07月08日 | 富山県南砺市         | 福野文化創造センターヘリオス       | [ * 245 ] |
| 2023年07月15日 | 新潟県新潟市中央区   | NHK新潟放送局                      | [ * 239 ] |
| 2023年08月06日 | 福島県福島市         | 福島市子どもの夢を育む施設こむこむ | [ * 246 ] |
| 2023年10月07日 | 愛媛県新居浜市       | ワクリエ新居浜                     | [ * 247 ] |
| 2023年10月08日 | 愛知県名古屋市東区   | オアシス21                         | [ * 248 ] |
| 2023年10月14日 | 北海道釧路市         | 釧路市観光国際交流センター         | [ * 249 ] |
| 2023年11月11日 | 北海道室蘭市         | NHK室蘭放送局                      | [ * 250 ] |
| 2024年02月17日 | 京都府京都市中京区   | NHK京都放送局                      | [ * 251 ] |
| 2024年05月25日 | 奈良県奈良市         | 奈良県コンベンションセンター       | [ * 252 ] |
| 2024年10月14日 | 香川県高松市         | 香川県教育会館ミューズホール       | [ * 253 ] |
| 2025年02月02日 | 長崎県東彼杵郡川棚町 | 川棚町公会堂                       | [ * 254 ] |
| 2025年05月31日 | 滋賀県東近江市       | 東近江市あかね文化ホール           | [ * 255 ] |
| 2025年09月14日 | 宮城県仙台市青葉区   | NHK仙台放送局                      | [ * 256 ] |

### 天才てれびくん×NHK for School展
概要
30周年を迎えた『天才てれびくん』とNHKの学校向けコンテンツ『NHK for School』のコラボイベント。
『天才てれびくん』側は歴代のてれび戦士の衣装や伝説の天てれMCである出川哲朗が番組で着用していた衣装の展示が行われる。
東京開催
- 期間：2023年7月24日 - 2023年9月30日
- 地域：東京都渋谷区
- 会場：渋谷スクランブルスクエア NHKプラスクロスSHIBUYA
- 出典：[616][617][* 39]

「考える鳥取」×「天才てれびくん×NHK for School」展
- 期間：2024年3月1日 - 2024年3月10日（3月4日を除く）
- 地域：鳥取県倉吉市
- 会場：鳥取県立倉吉未来中心
- 出典：[618]

### 天てれ通信
| 放送日          | イベント                      | てれび戦士                               | その他の出演              | ご当地紹介                                     | 脚注                |
| --------------- | ----------------------------- | ---------------------------------------- | ------------------------- | ---------------------------------------------- | ------------------- |
| 2023年 06月27日 | 2023年04月23日 NHK鹿児島      | 稲毛眞生 香月萌衣                        | ティモンディ ぐりぶー     | 桜島 しろくま                                  | [ * 241 ] [ * 29 ]  |
| 2023年 06月27日 | 2023年04月30日 NHK松江        | 盛武美音 江口慶                          | チャンカワイ しじみまる   | 出雲大社                                       | [ * 242 ] [ * 29 ]  |
| 2023年 06月27日 | 2023年05月03日 NHK福岡        | 筧礼 丸山煌翔                            | インディアンス yurinasia  | シーサイドももち海浜公園 博多ラーメン          | [ * 243 ] [ * 29 ]  |
| 2023年 06月27日 | 2023年05月21日 NHK仙台        | 新井琉月 今野斗葵                        | ティモンディ              | 伊達政宗公騎馬像 ずんだ                        | [ * 244 ] [ * 29 ]  |
| 2023年 09月05日 | 2023年07月08日 富山県南砺市   | 松尾そのま 池村咲良 シェパード龍アーサー | ティモンディ なんとくん   | 五箇山の合掌造り集落 五箇山豆腐 いわなの塩焼き | [ * 245 ] [ * 39 ]  |
| 2023年 09月05日 | 2023年08月06日 福島県福島市   | 稲毛眞生 大野冴姫 金児莉良               | チャンカワイ              | まるせい果樹園 桃 桃パフェ                     | [ * 246 ] [ * 39 ]  |
| 2023年 09月05日 | 天てれ×NfS展 東京都渋谷区     | 丸山煌翔 ポン璃菜アメリー                |                           |                                                | [ * 39 ]            |
| 2023年 11月13日 | 2023年10月08日 愛知県名古屋市 | 新井琉月 江口慶                          | チャンカワイ              | 名古屋城 みそカツ みそソフトクリーム           | [ * 248 ] [ * 60 ]  |
| 2023年 11月13日 | 2023年10月07日 愛媛県新居浜市 | 盛武美音                                 | ティモンディ              | 別子銅山 ざんき                                | [ * 247 ] [ * 60 ]  |
| 2023年 11月13日 | 2023年10月14日 北海道釧路市   | 筧礼 今野斗葵                            | ティモンディ つるまる     | 釧路湿原 釧路和商市場 勝手丼                   | [ * 249 ] [ * 60 ]  |
| 2024年 02月27日 | 2023年11月11日 北海道室蘭市   | 香月萌衣 渡辺大馳                        | ティモンディ              | 地球岬 室蘭やきとり                            | [ * 250 ] [ * 93 ]  |
| 2024年 03月11日 | 2024年02月17日 京都府京都市   | 稲毛眞生 筧礼                            | ティモンディ              | 平安神宮 十二単 貝合わせ                       | [ * 251 ] [ * 98 ]  |
| 2024年 07月09日 | 2024年05月25日 奈良県奈良市   | 新井琉月 廣末裕理 太田帯行 金児莉良      | ティモンディ 鹿どーもくん | 平城京 朱雀大路 奈良公園 柿の葉ずし 固形墨     | [ * 252 ] [ * 138 ] |
| 2024年 12月17日 | 2024年10月14日 香川県高松市   | 池村咲良 寺尾佳之助                      | ティモンディ              | かわら投げ さぬきうどん                        | [ * 253 ] [ * 174 ] |
| 2025年 02月25日 | 2025年02月02日 長崎県川棚町   | 松尾そのま 江口慶                        | ティモンディ              | くじゃく 小串トマト                            | [ * 254 ] [ * 196 ] |
| 2025年 07月15日 | 2025年05月31日 滋賀県東近江市 | 太田帯行 金児莉良 平岡嘉人               | ティモンディ              | 太郎坊宮 近江牛                                | [ * 255 ] [ * 236 ] |